# Крейдова флора (заповідник)
Заповідник «Кре́йдова фло́ра» — відділення Українського степового природного заповідника НАН України.

## Історія створення та розташування
Заповідник створено у 1988 року за розпорядженням Ради Міністрів УРСР.
Заповідник розташований на правому крутому березі річки Сіверський Донець, між селами Закітне та Пискунівка.

## Унікальні особливості

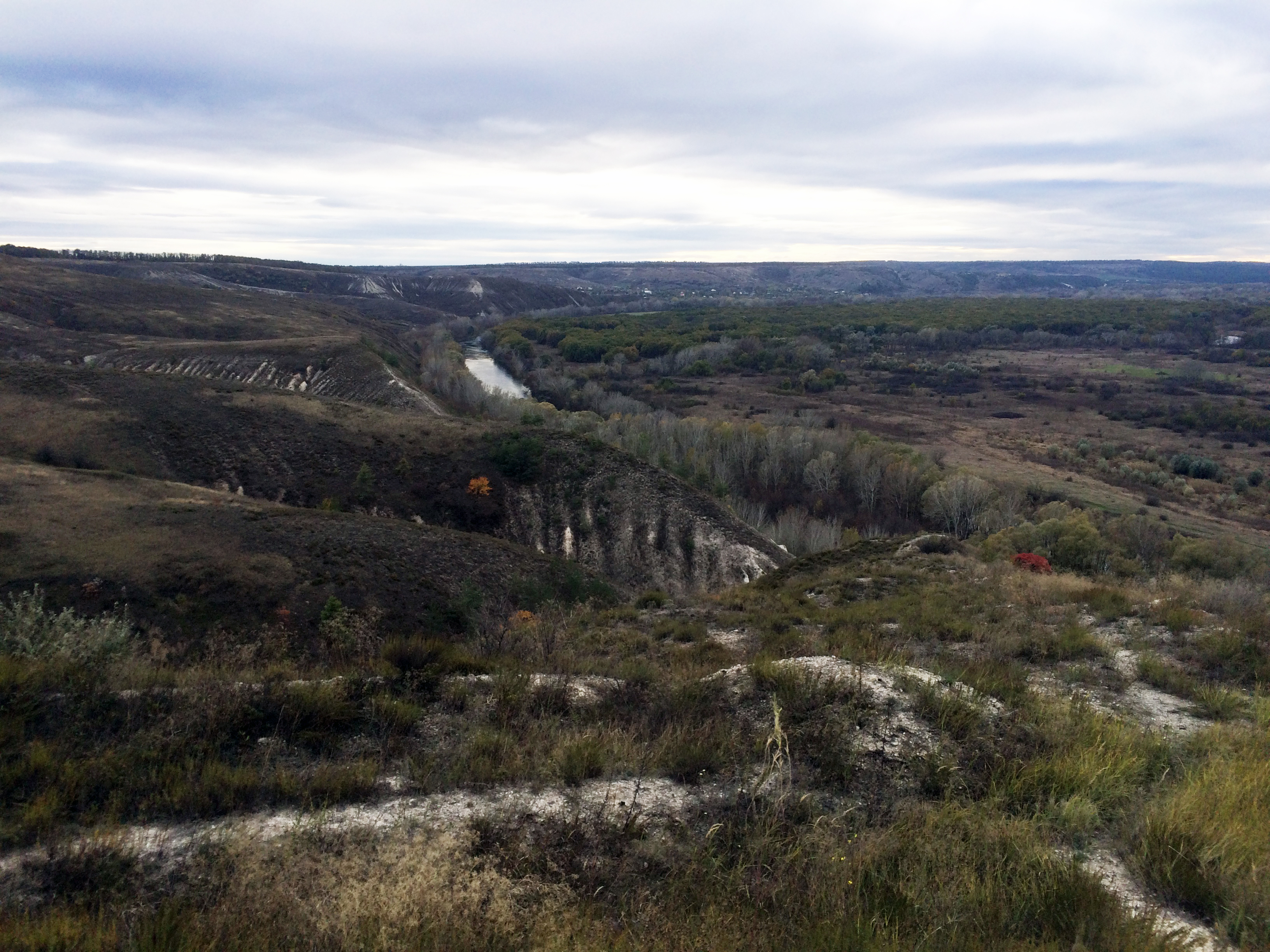
Краєвид у КФ: схили та Донець. осінь 2016 р.

Крейдова флора, фактично, єдина значна за розмірами заповідна ділянка кретофільної флори в Україні, що збереглася в задовільному стані. Лісові угруповання у відділенні займають площу: 120 га — байрачні діброви, та понад 450 га — крейдовососнові бори, разом з первинними поселеннями сосни крейдової. З кретофільних видів виділяються: дворядник крейдяний, дрік донський, гісоп крейдяний, громовик донський, дзвінець крейдяний, ранник крейдяний, шоломниця крейдяна.
Крейдова флора — єдина ділянка в Україні, де взяті під охорону природні бори з сосною крейдяною.
Крейдова флора — унікальне з точки зору ботаніки місце. Тут охороняються рослини, які зустрічаються тільки на крейдяних відшаруваннях і ростуть разом із рослинами гірських, хвойних і широколистяних лісів.

## Діяльність заповідника

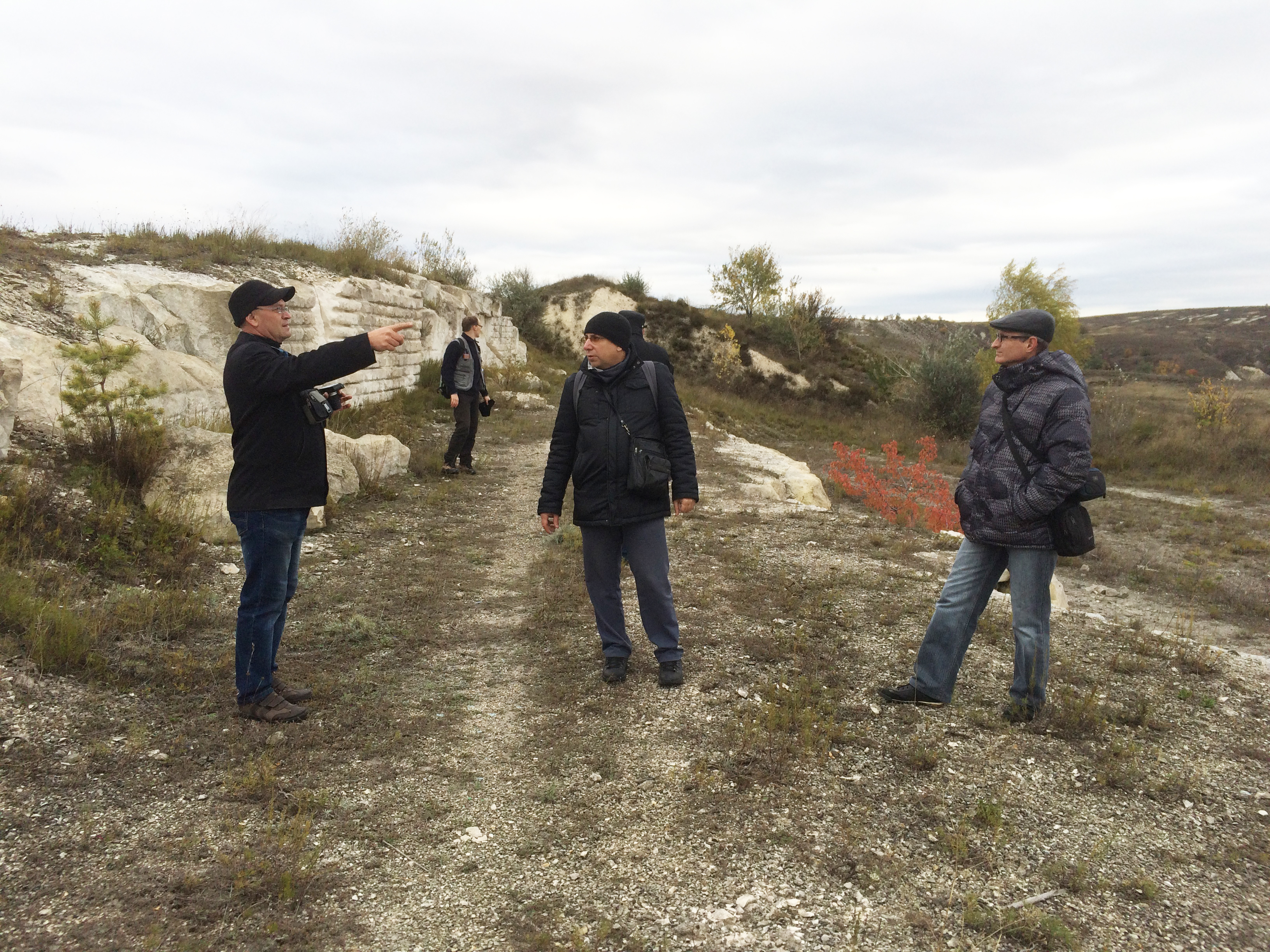
Керівник відділення «Крейдова флора» Сергій Лиманський з експертами моніторингової місії Української гельсінської спілки

Екскурсії в заповіднику не проводять, оскільки він функціонує тільки з природоохоронною та науково-дослідною цілями.
Серед прикладів моніторингових досліджень науковців можна назвати працю Василя Ткаченка, А. Генова та керівника відділення Сергія Лиманського «Основні зміни в рослинному покриві „Крейдової флори“ за десять років заповідання», опубліковану у центральному ботанічному виданні України — журналі Український ботанічний журнал (2002 рік). Нині такі роботи є точкою відліку для оцінок впливів воєнних дій на заповідні екосистеми.
Територія заповідника постраждала під час військових дій 2014—2015 років. Додатково з цього питання інформація міститься у статті про екологічні наслідки війни на сході України.
Протягом 2015—2016 років заповідник став місцем постійного моніторингу місцевих фахівців, фахівців з громадських установ та академічних інституцій щодо наслідків воєнних дій, які торкнулися природних екосистем. Серед таких груп, що обстежували територію заповідника, були експедиційні загони Екологія-Право-Людина, Української гельсінської спілки, Національного науково-природничого музею НАН України, Інститутів зоології та ботаніки НАН України.

## Галереї ландшафтів і рослинності
Особливістю Крейдової флори є сильно пересічена місцевість і велика кількість крейдових схилів, розрізаних ярами, що спадають до Сіверського Дінця. Все це створює надзвичайно різноманітні умови для різних видів флори і фауни і формує надзвичайно яскраві краєвиди.

### Ландшафти заповідника

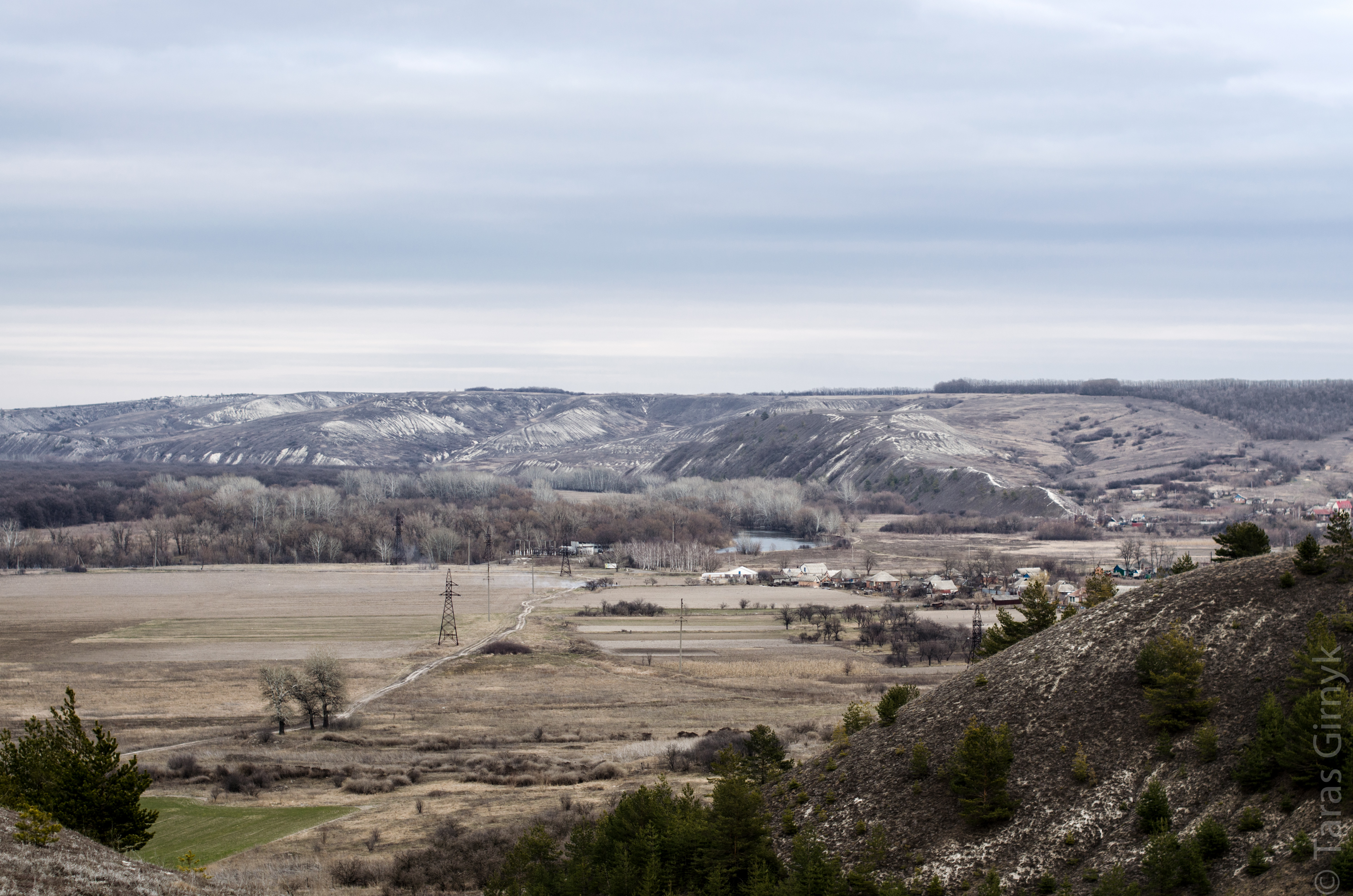
Весна у Кривій Луці
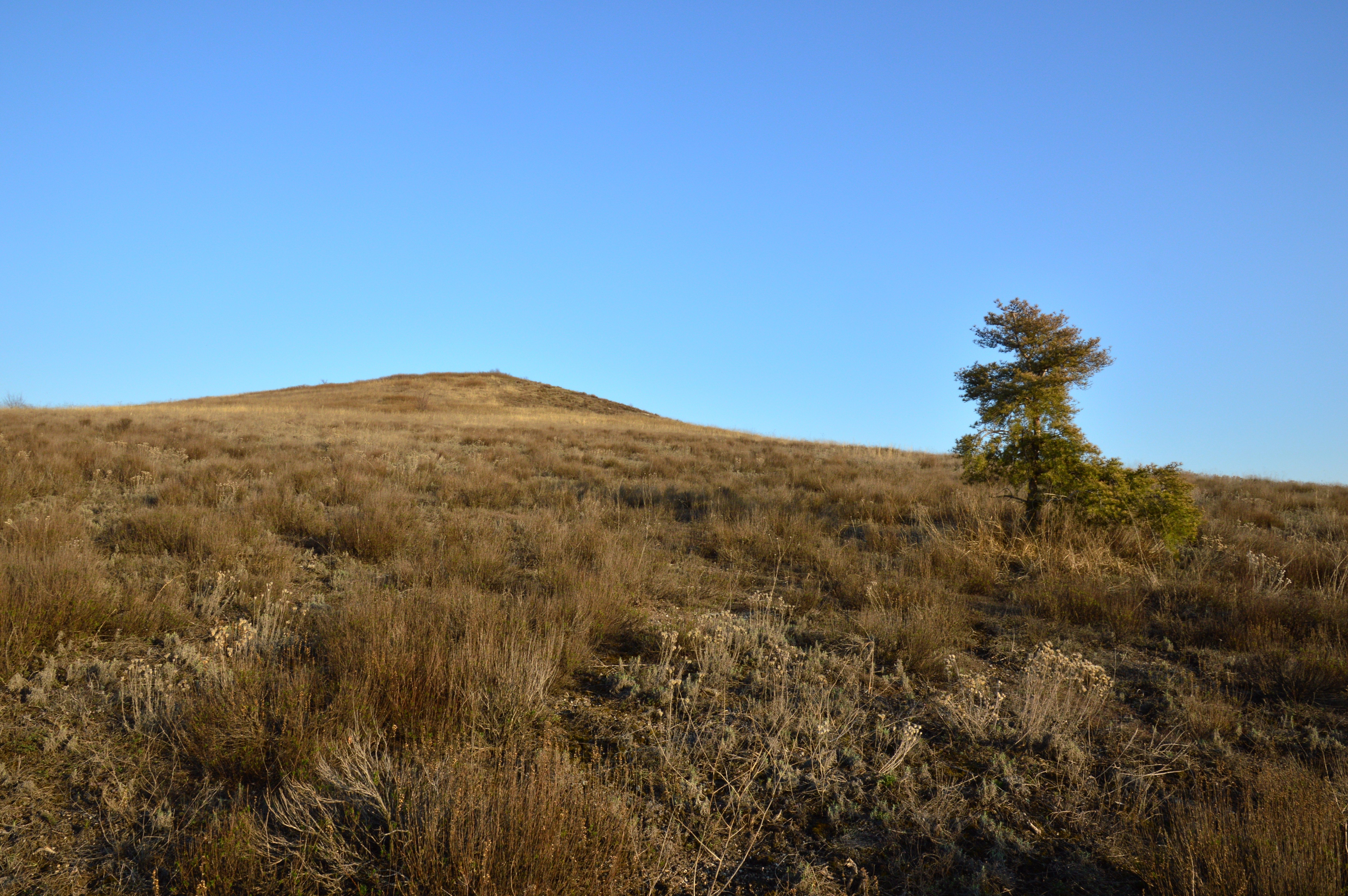
Краєвид з сосною
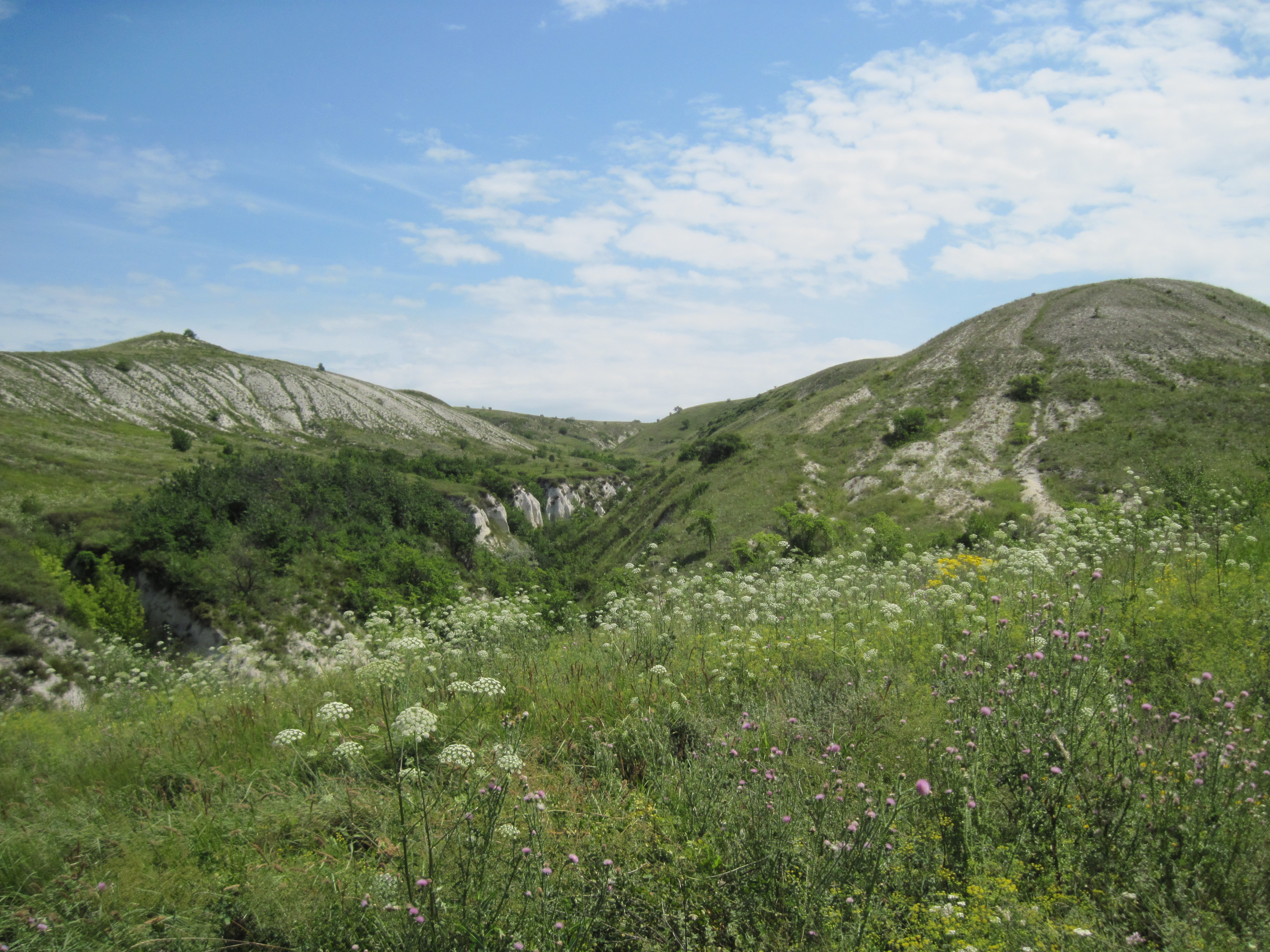
Урочище "Кучугури"
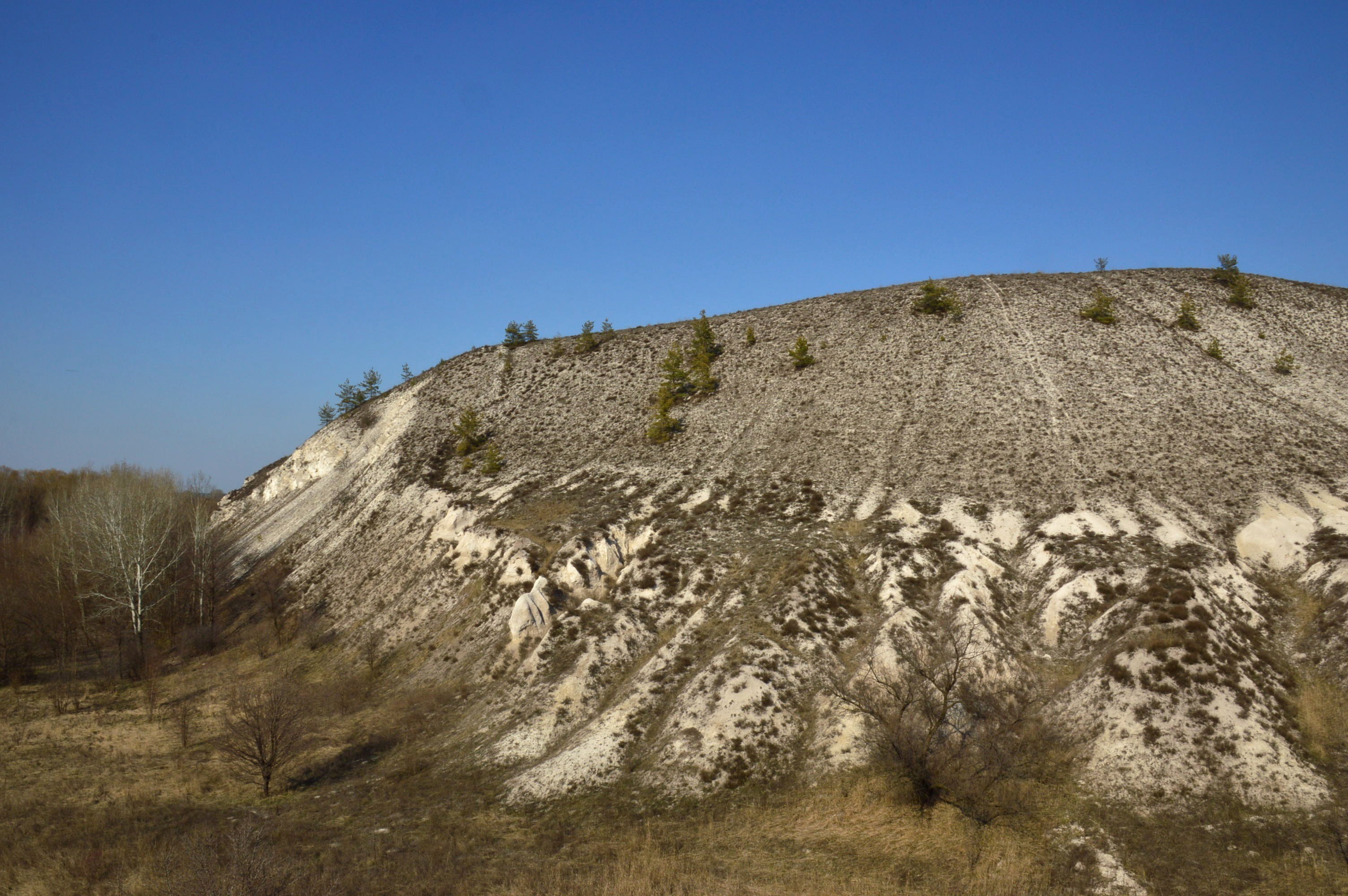
Погляд на схили знизу
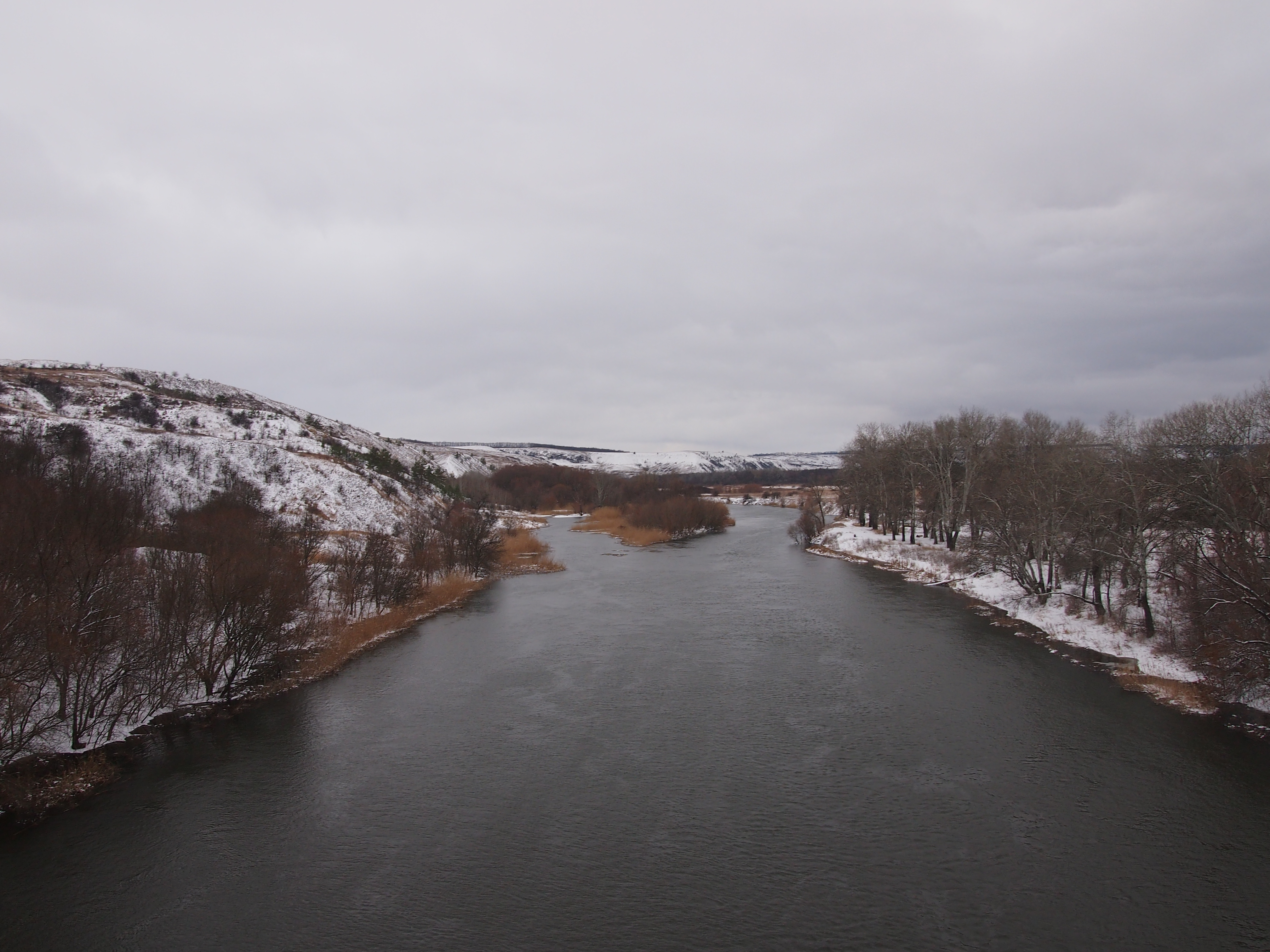
Сіверський Донець біля "Крейдової флори"
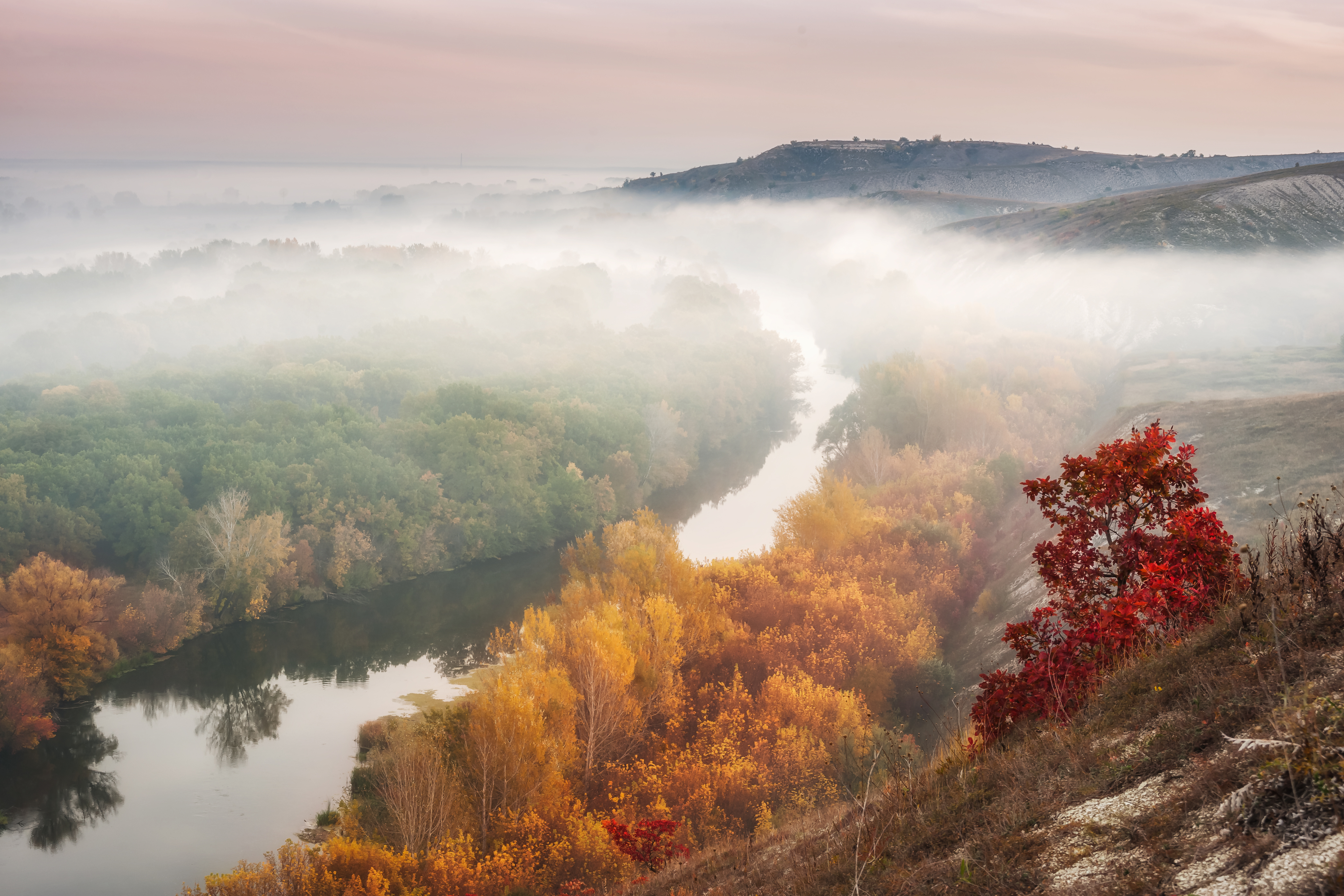
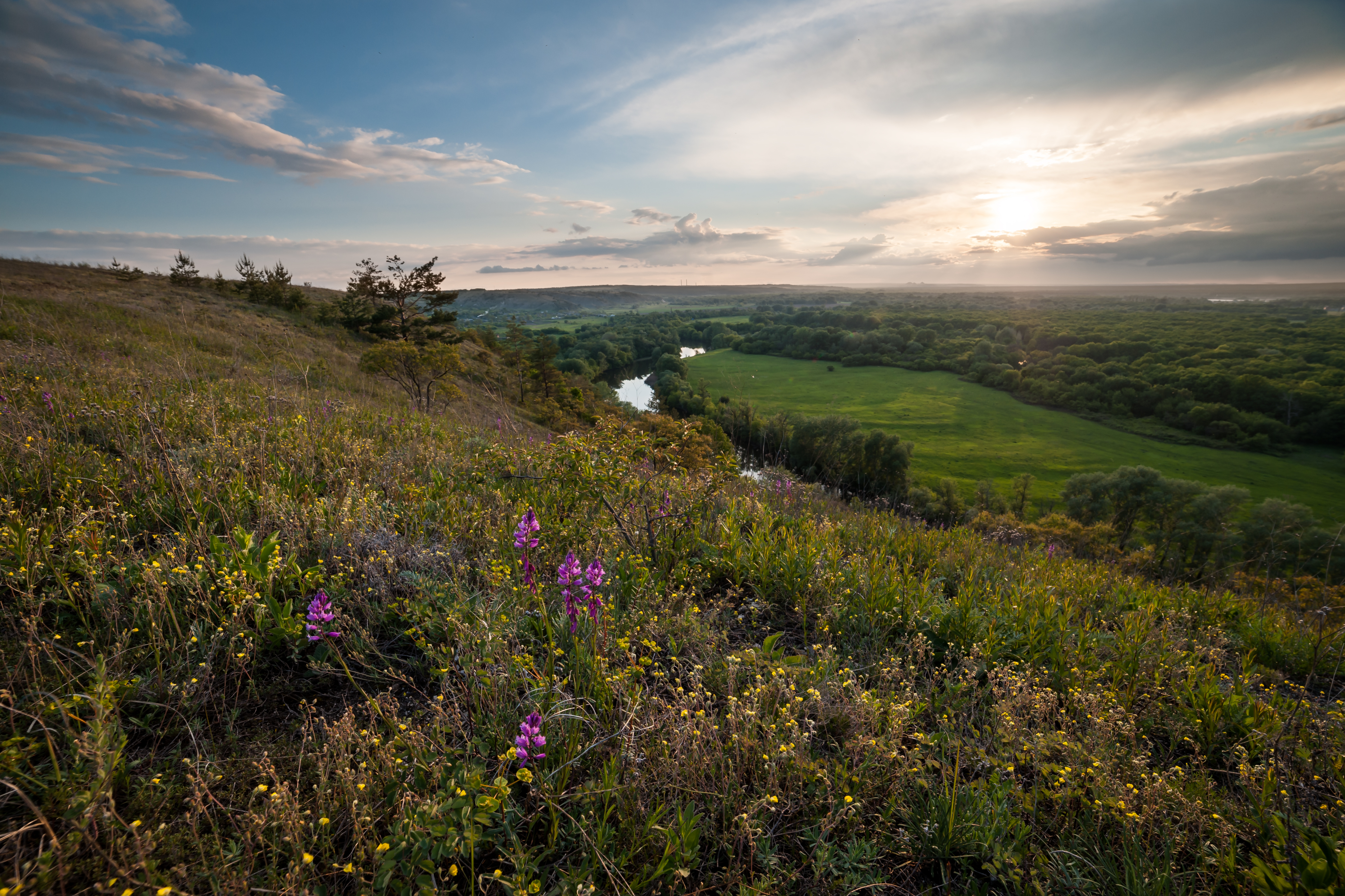
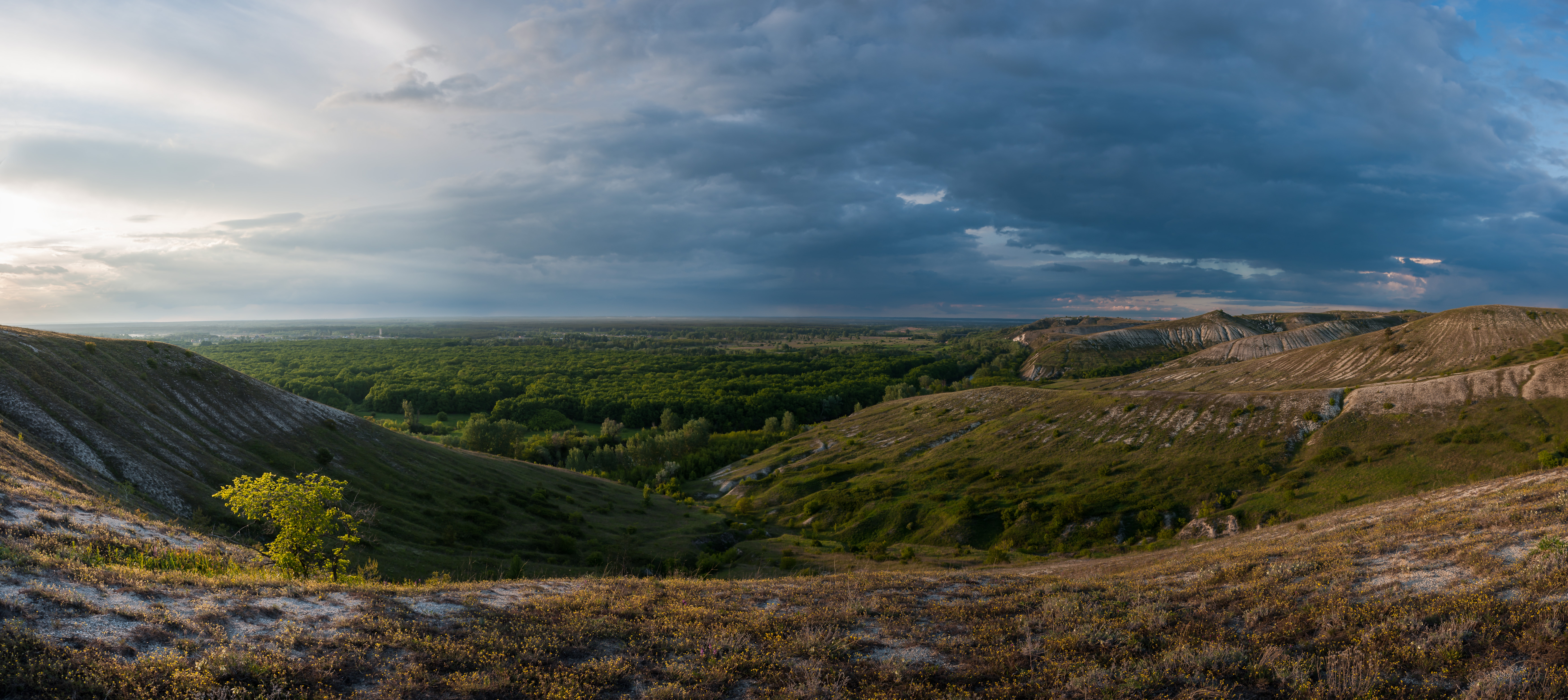
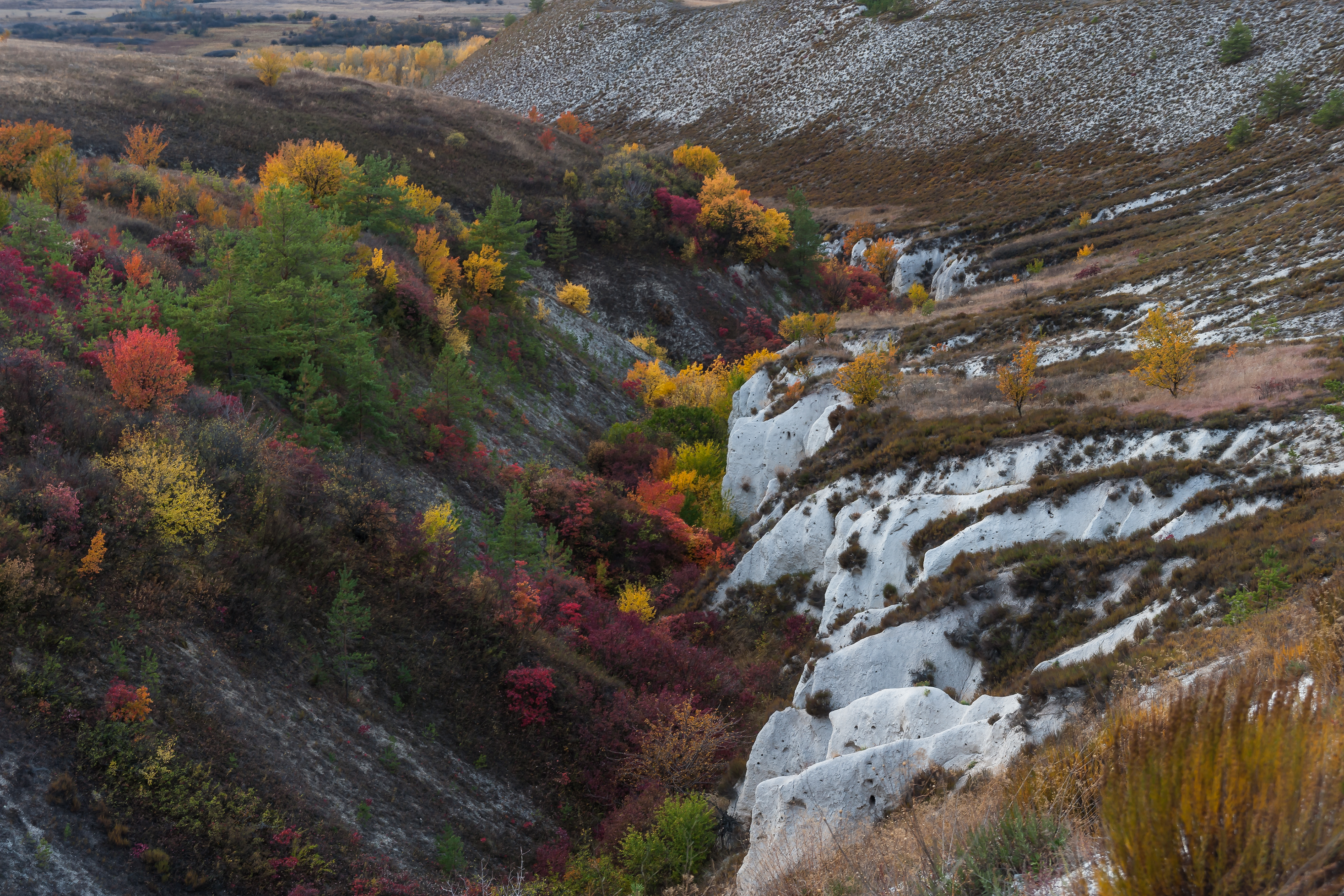
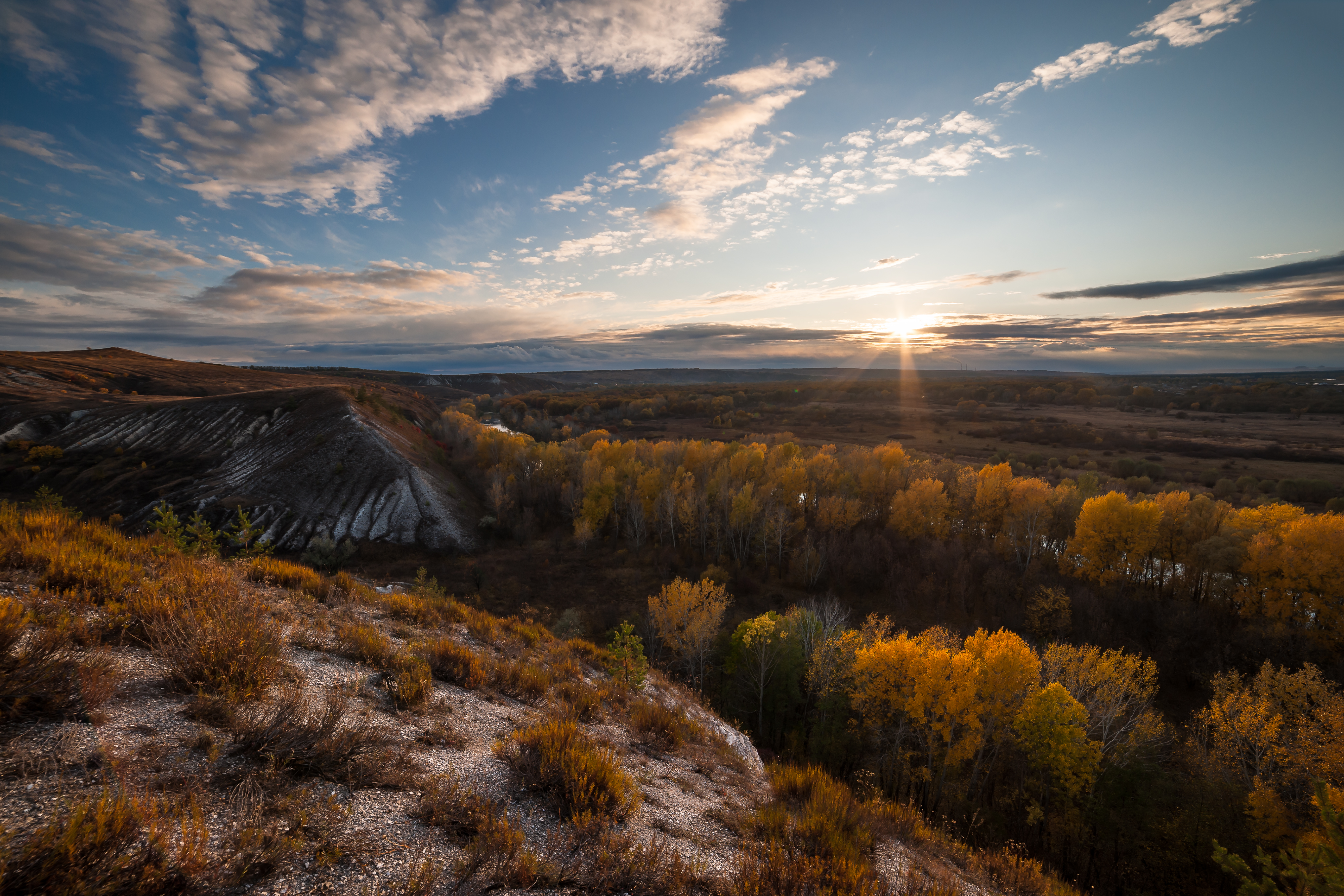
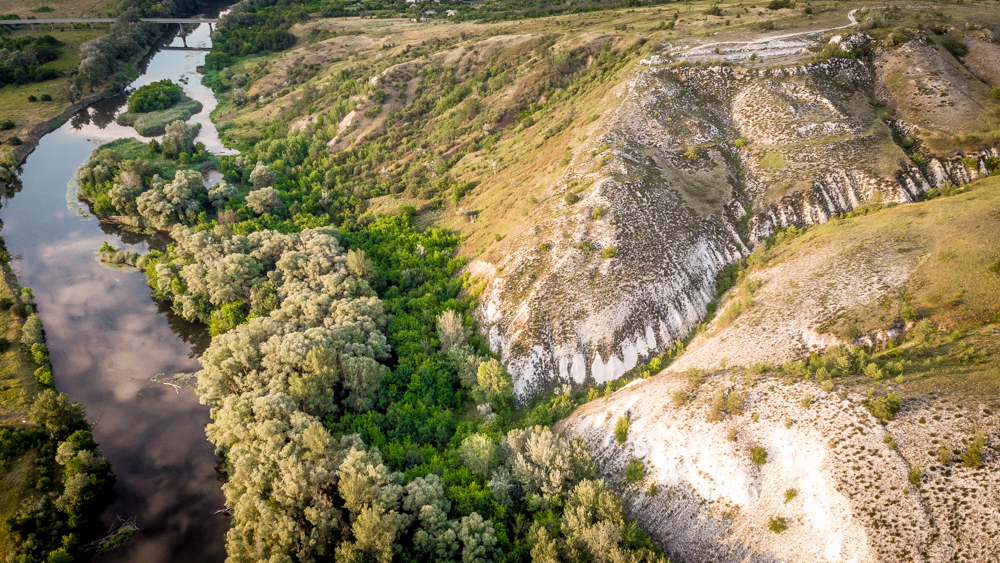
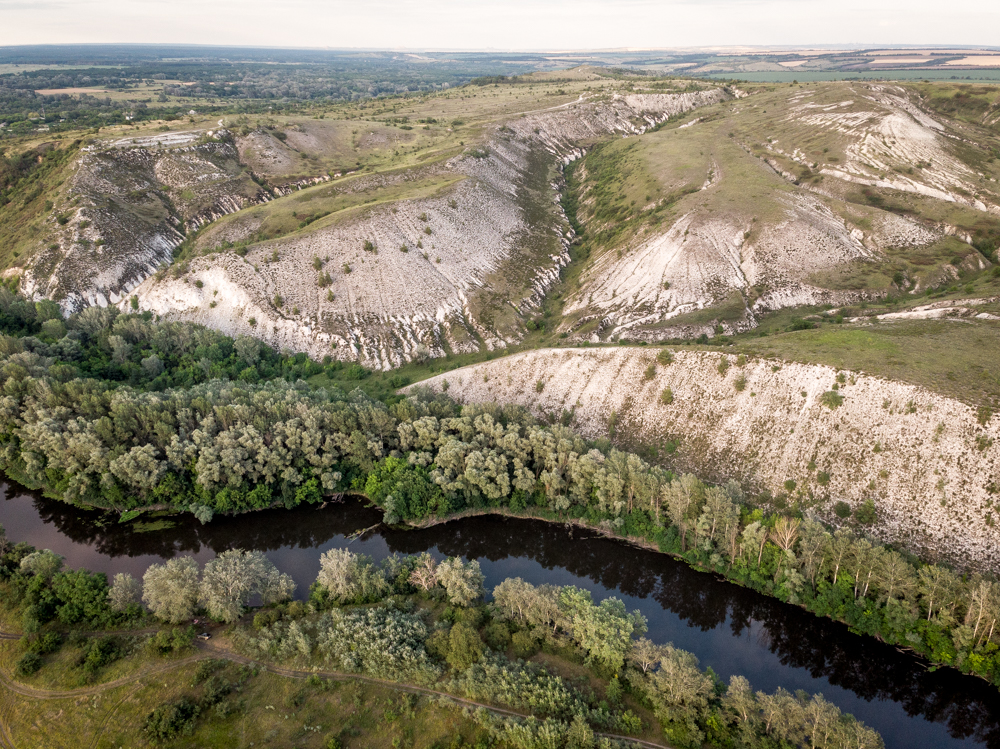
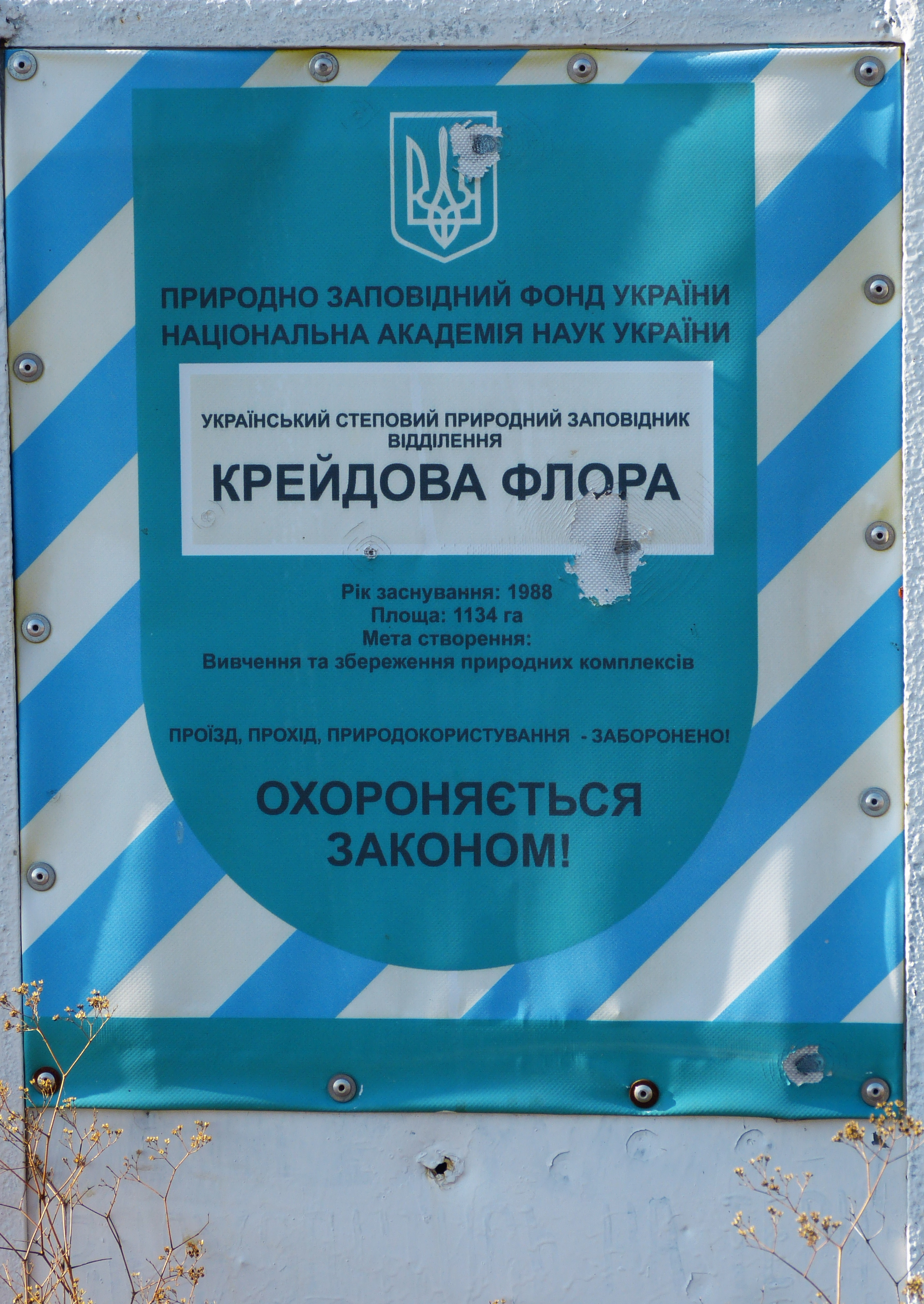

### Рослинність заповідника

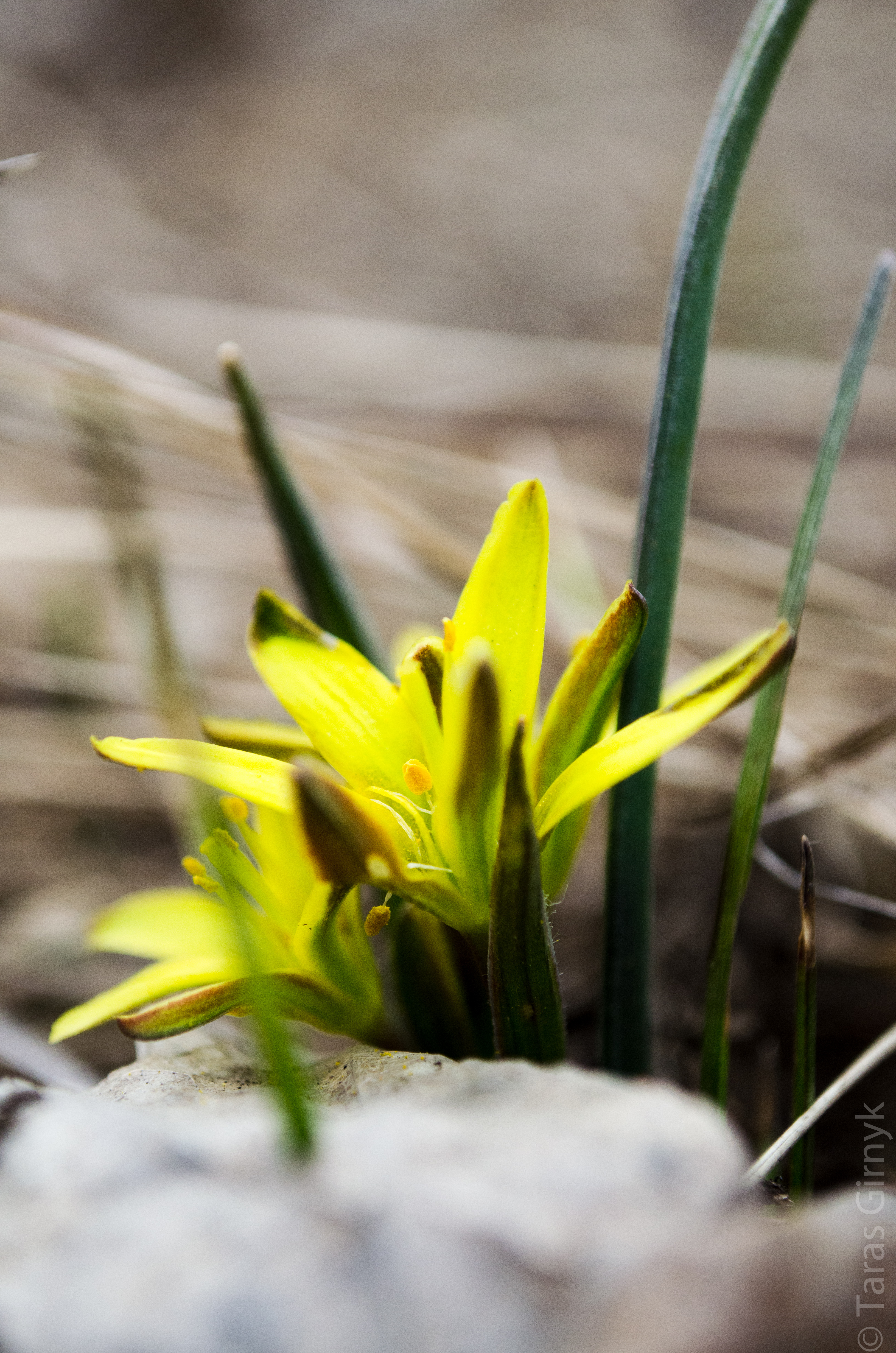
Першоцвіти в заповіднику
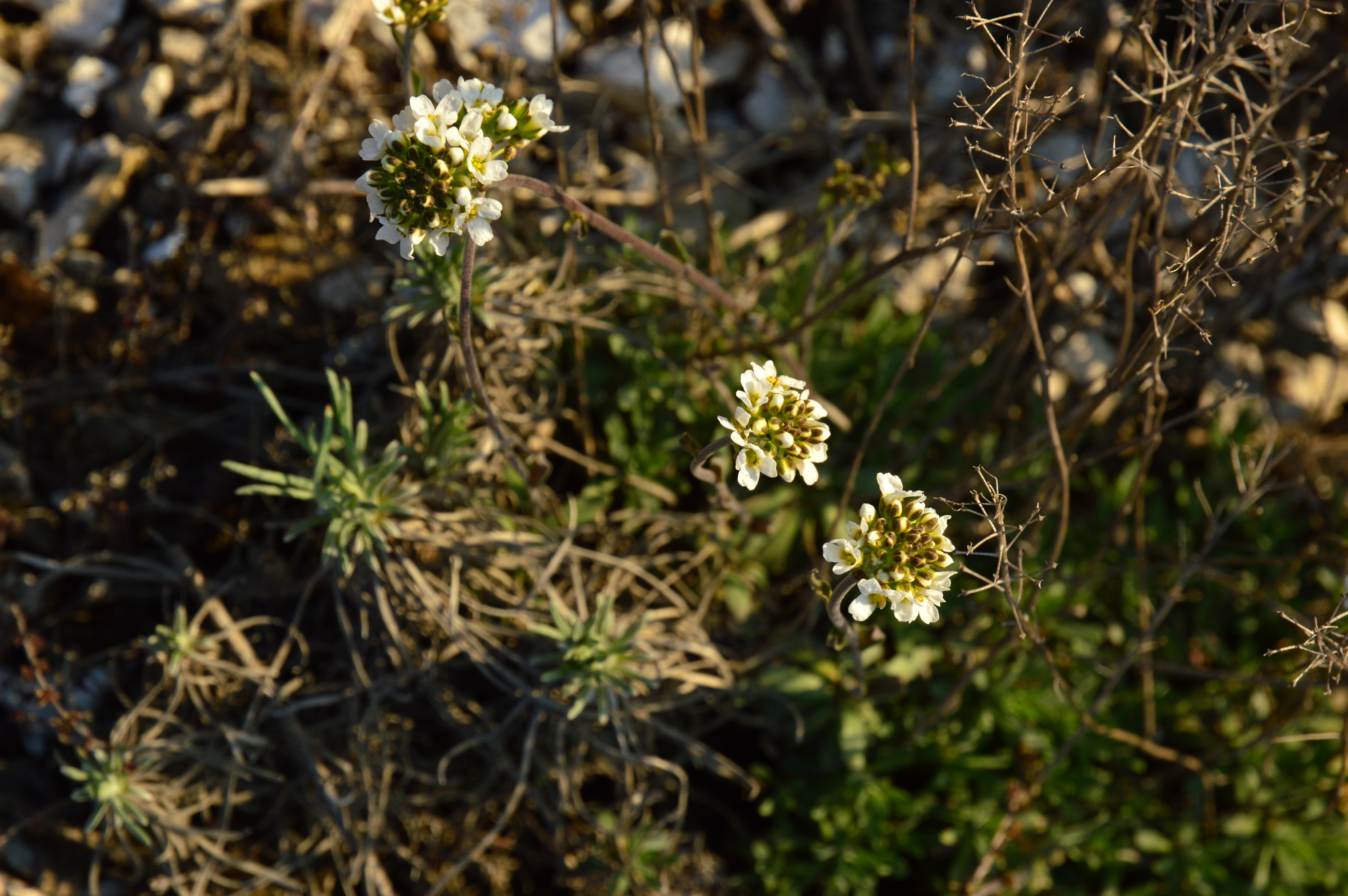
Шеверекія подільська
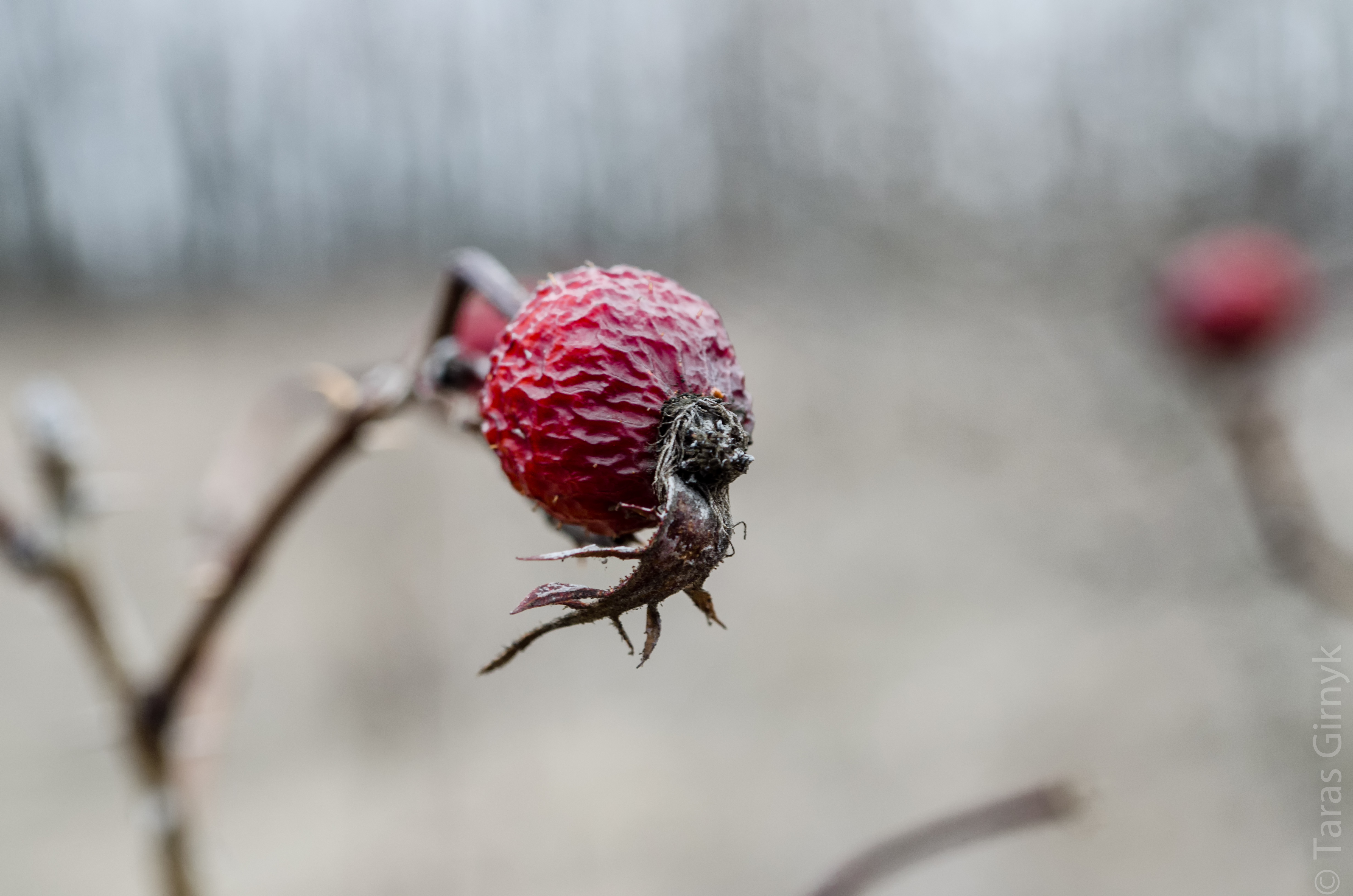
Минулорічна шипшина
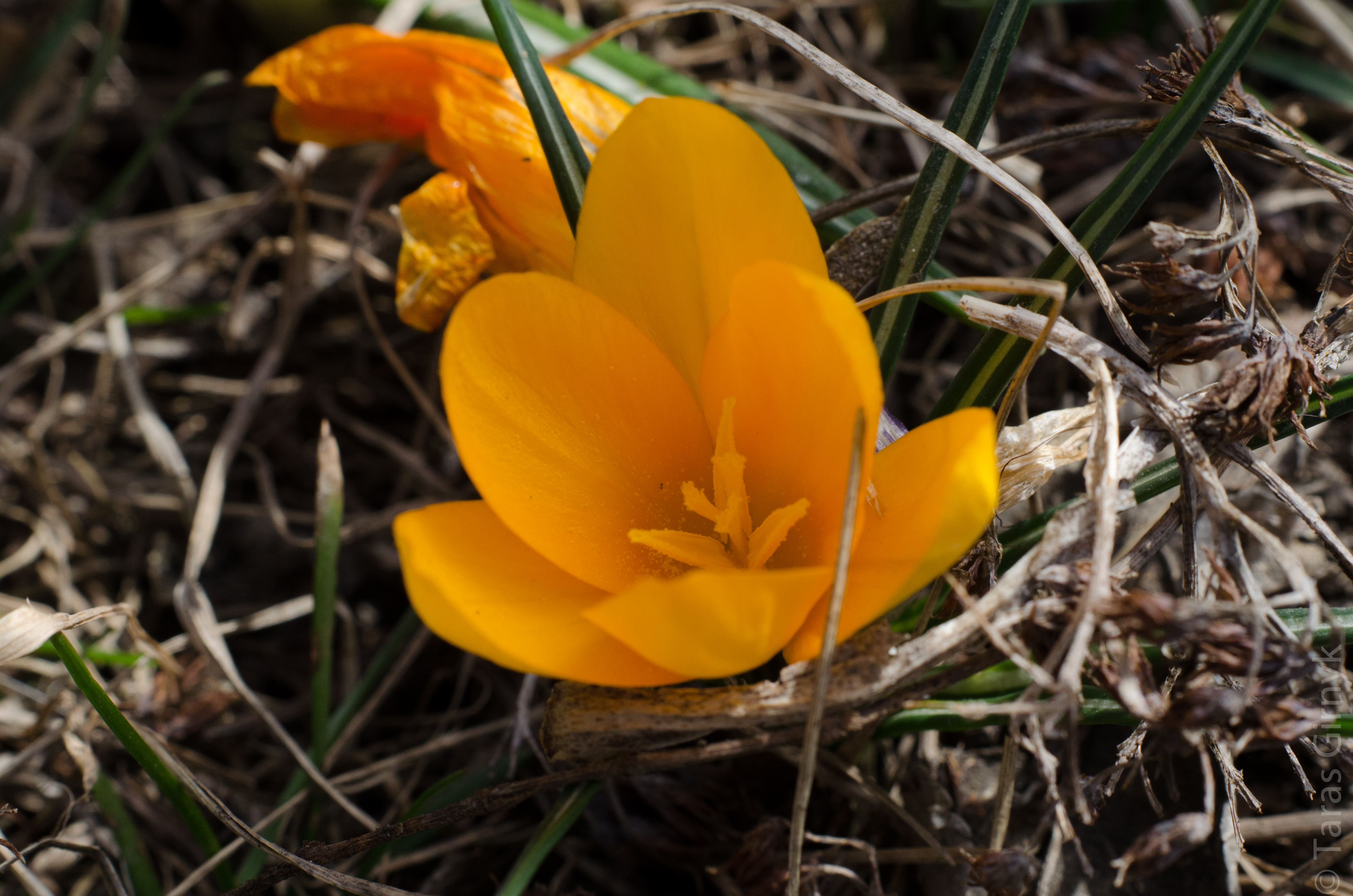
Крокуси на околиці Кривої Луки
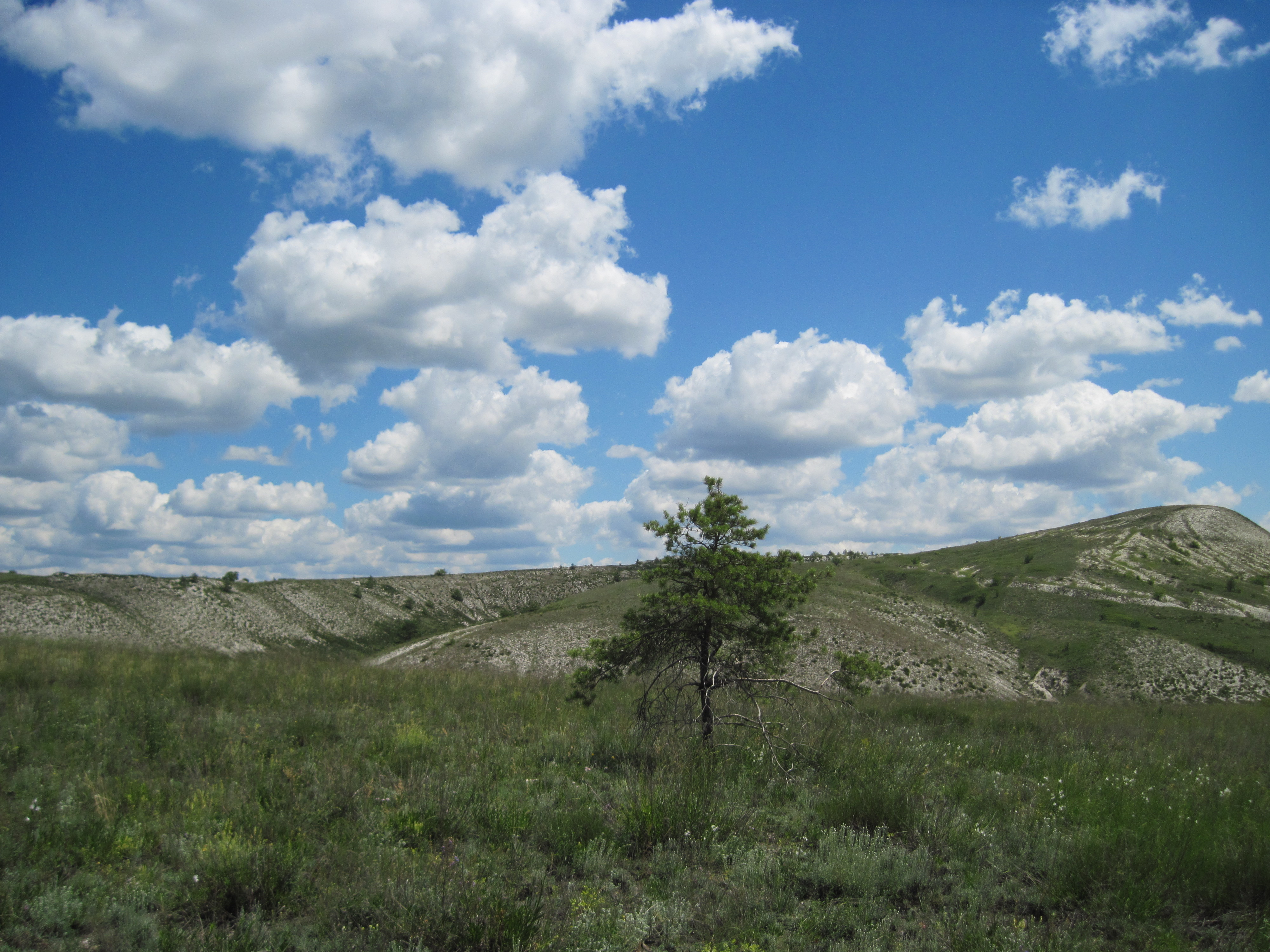
Сосна крейдова в урочищі Кучугури
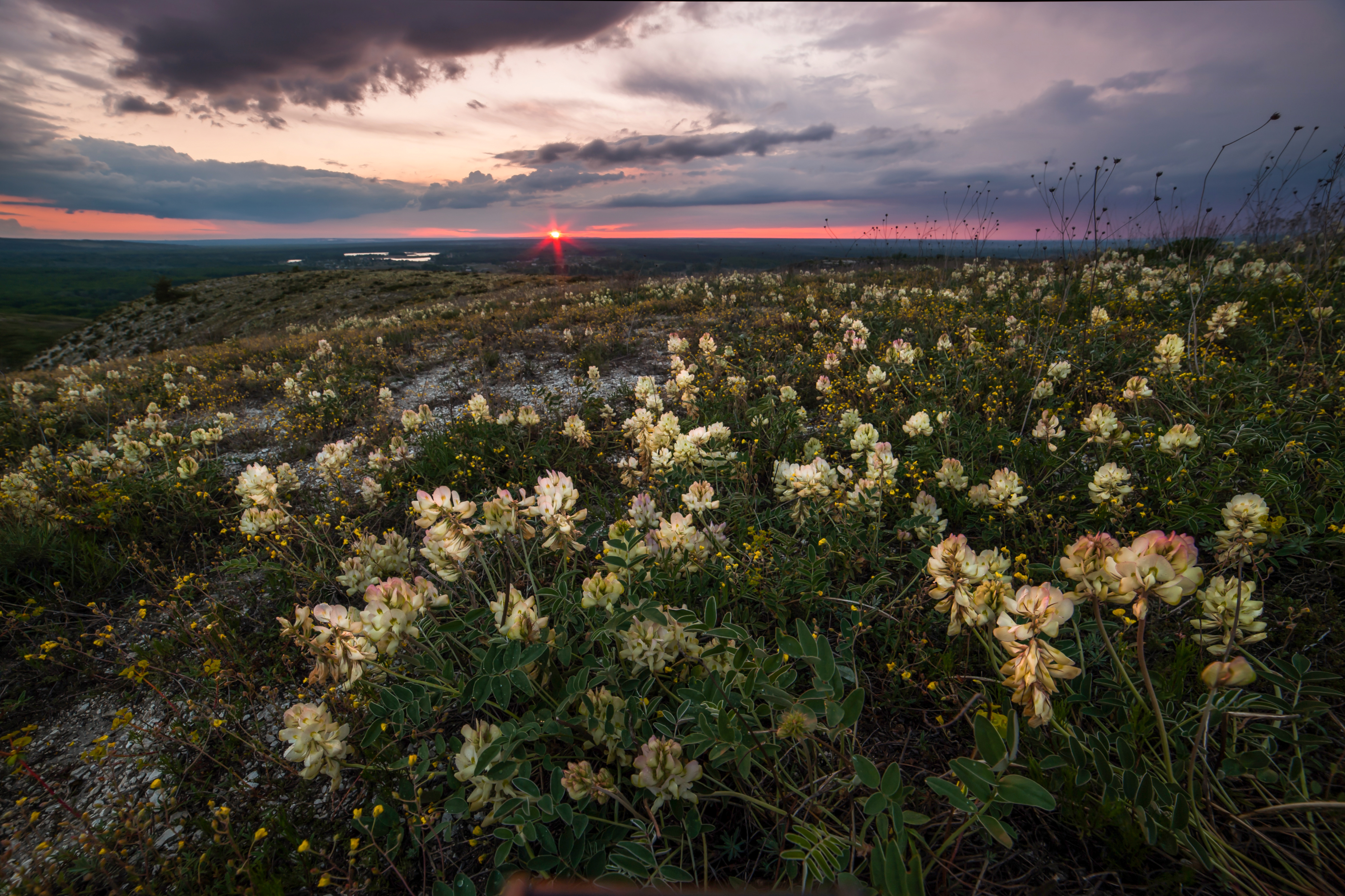
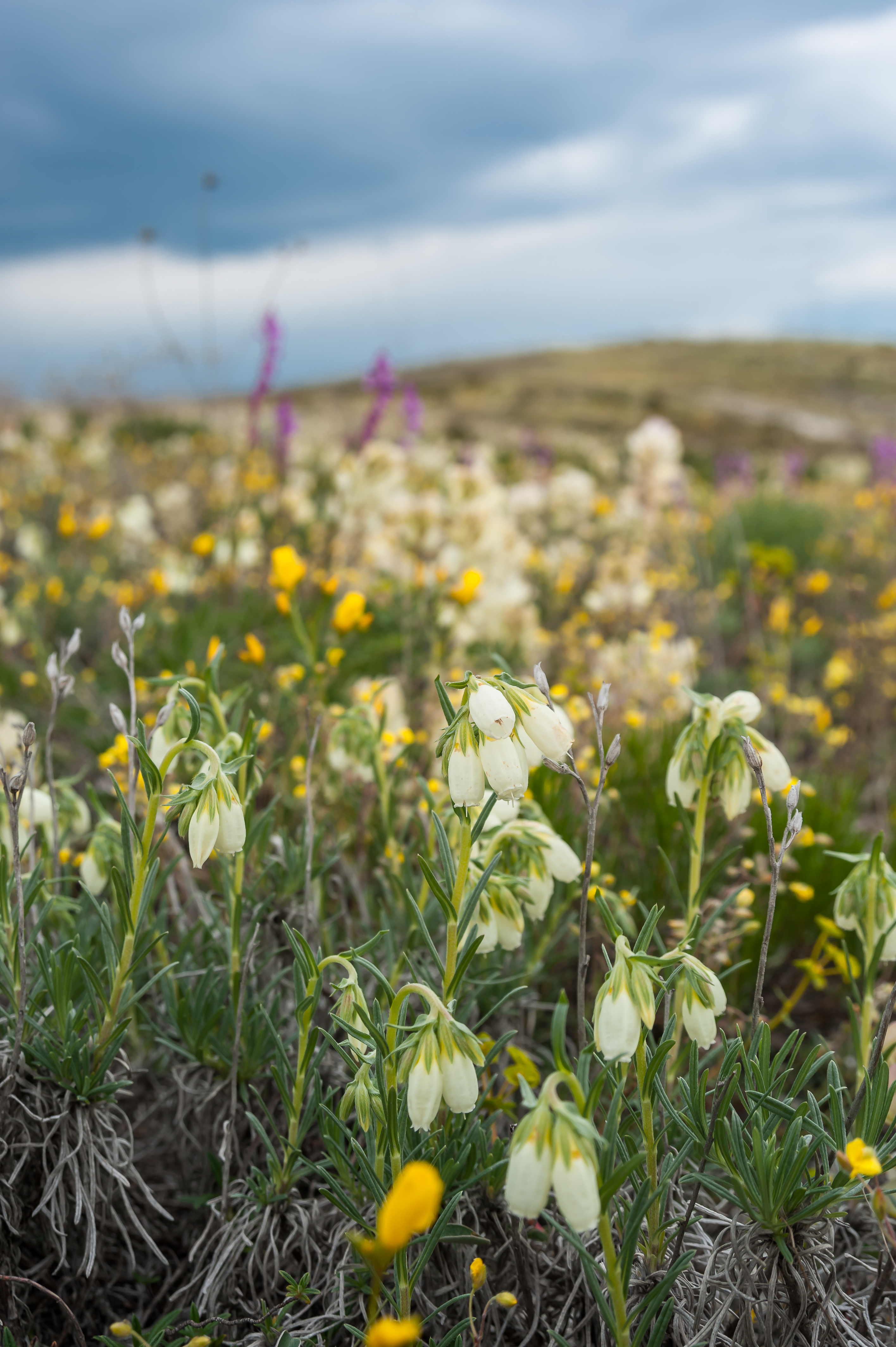
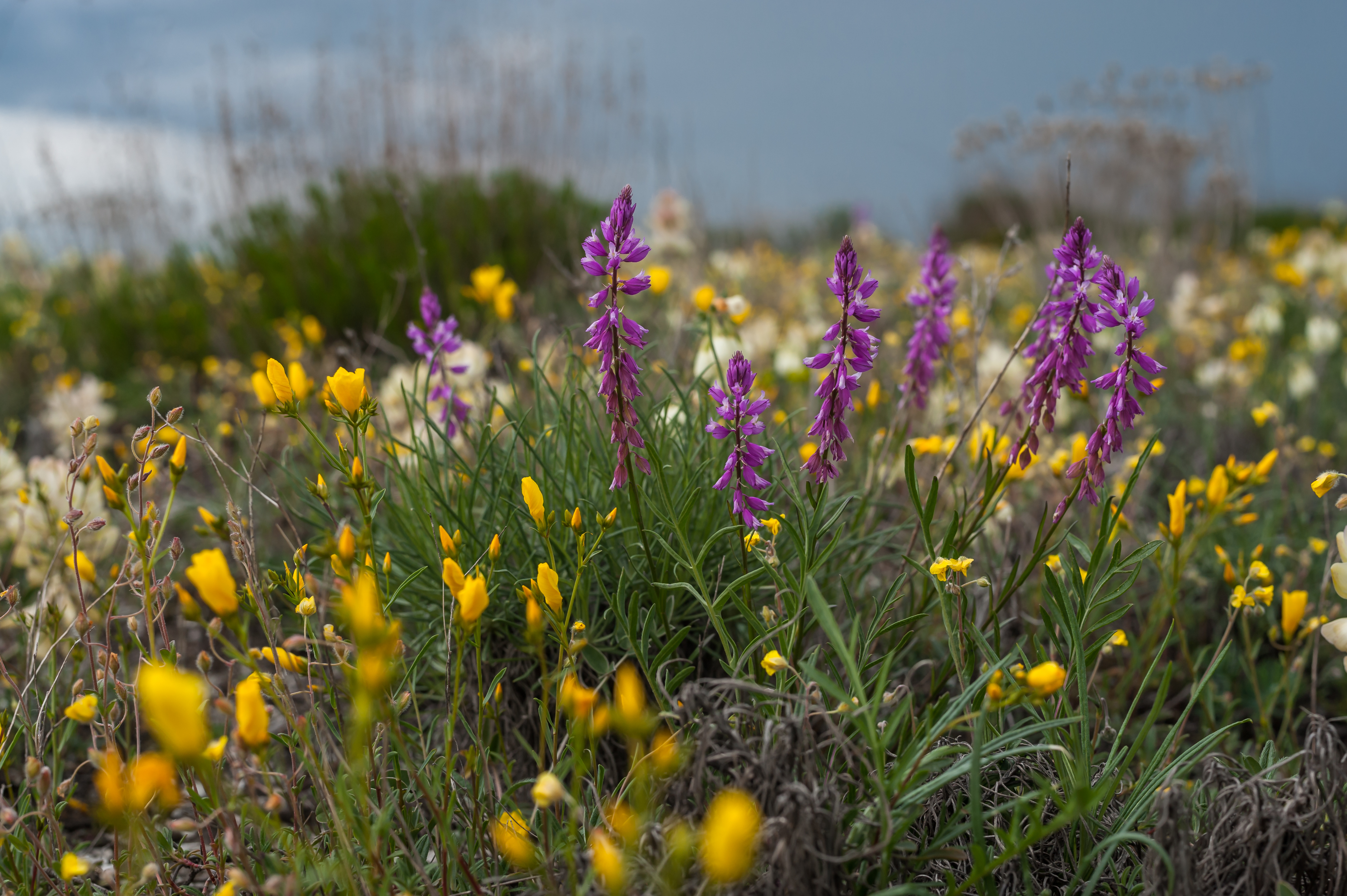

### Наслідки воєнних дій

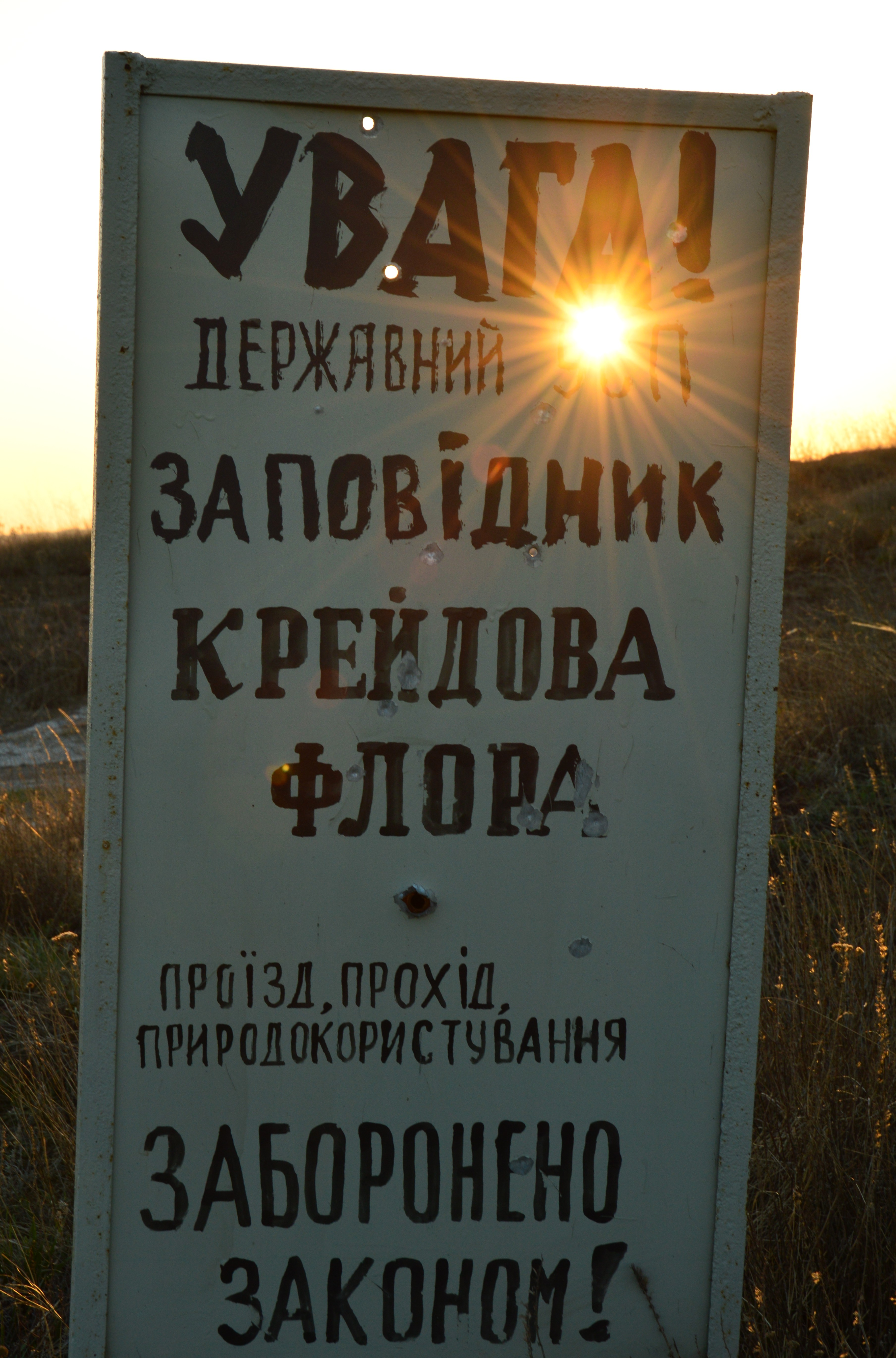
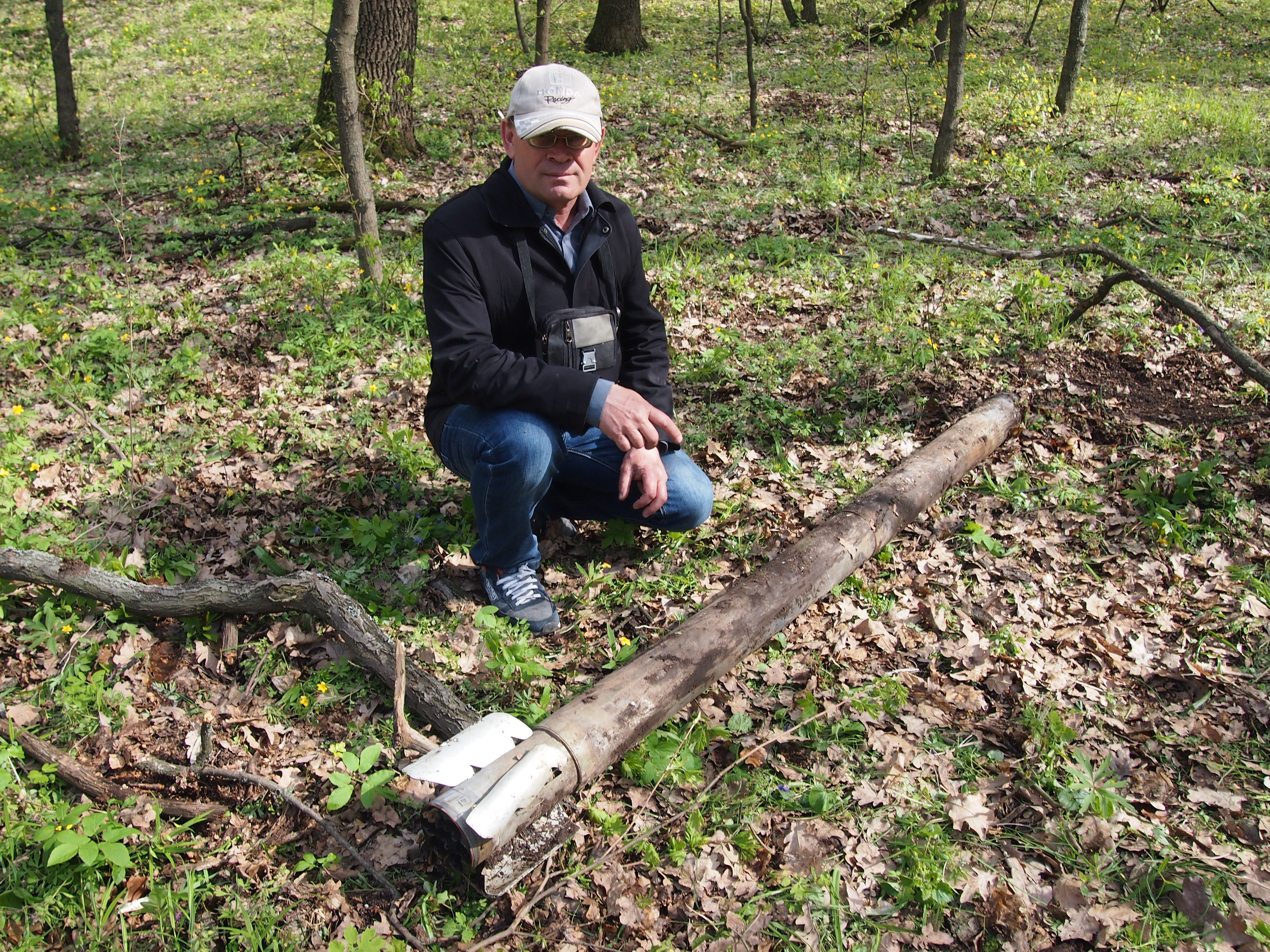
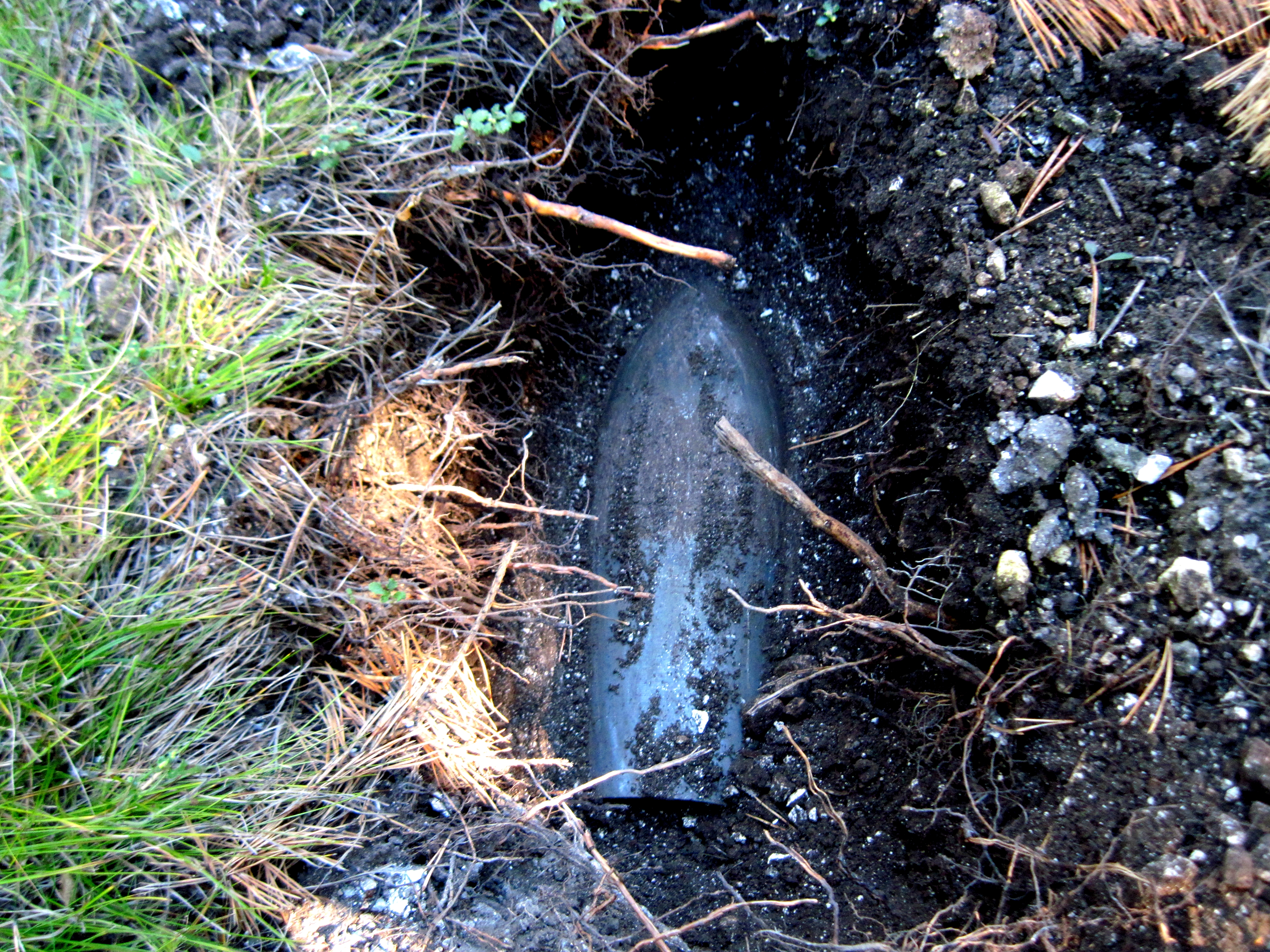
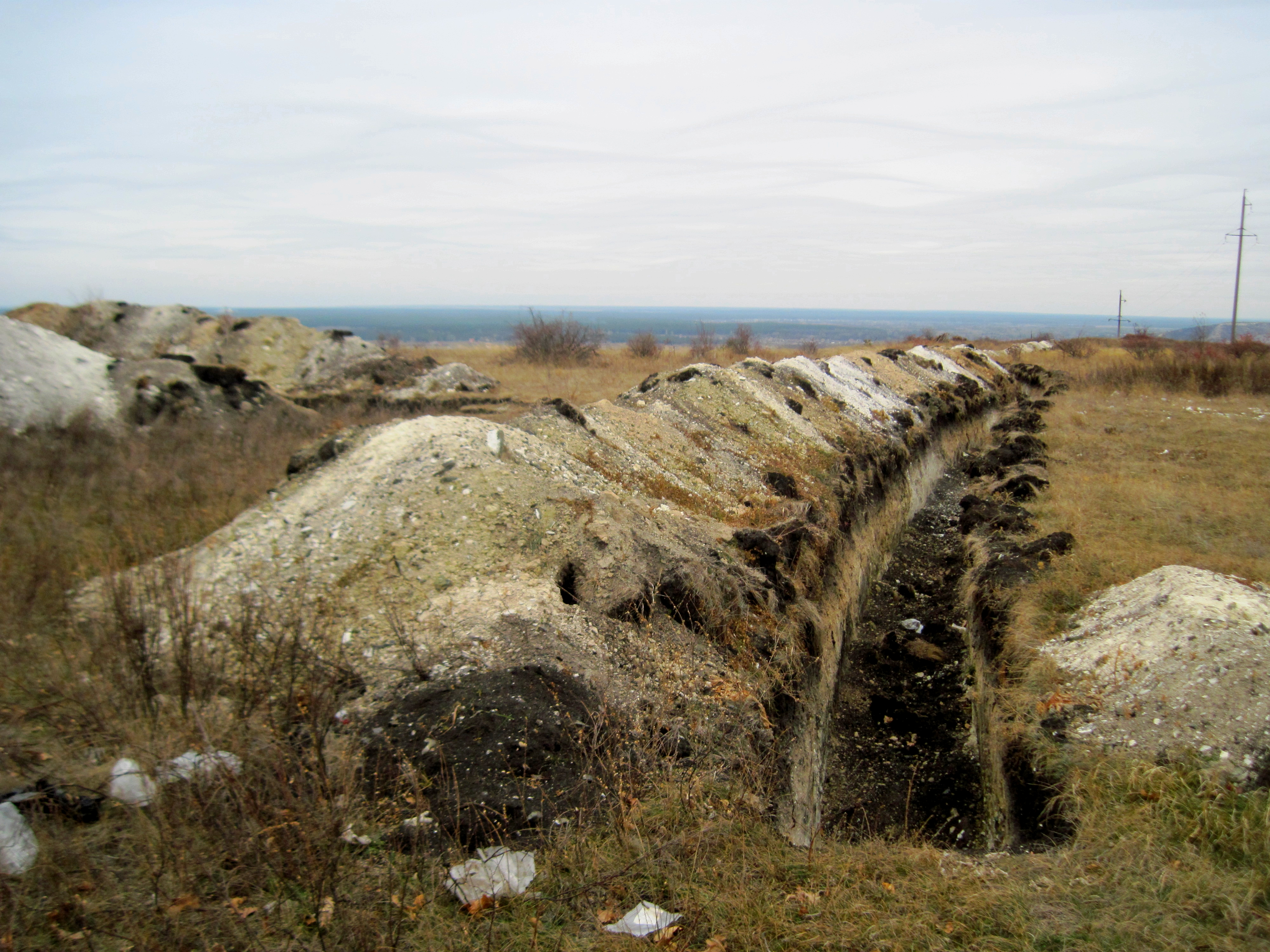
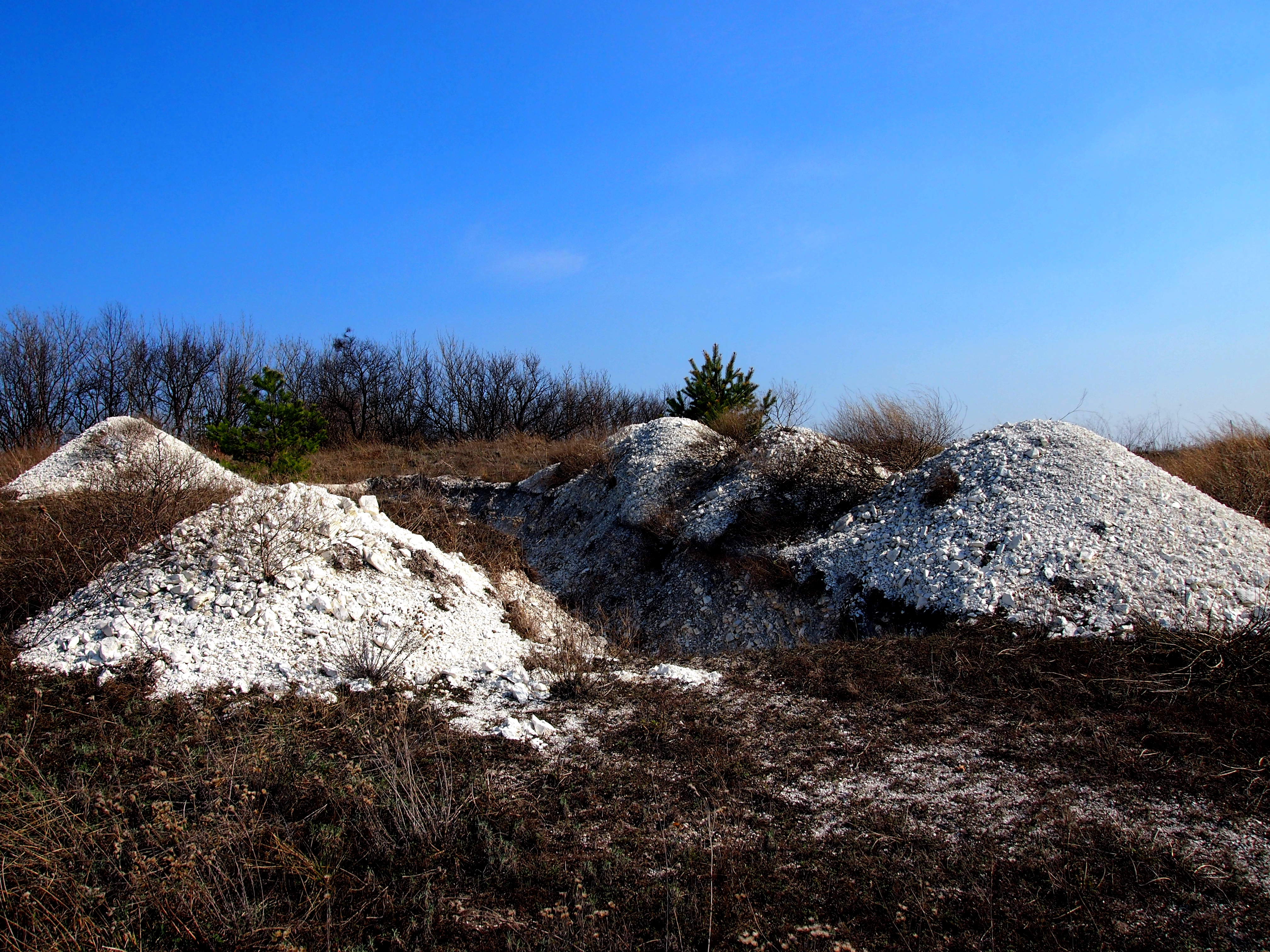
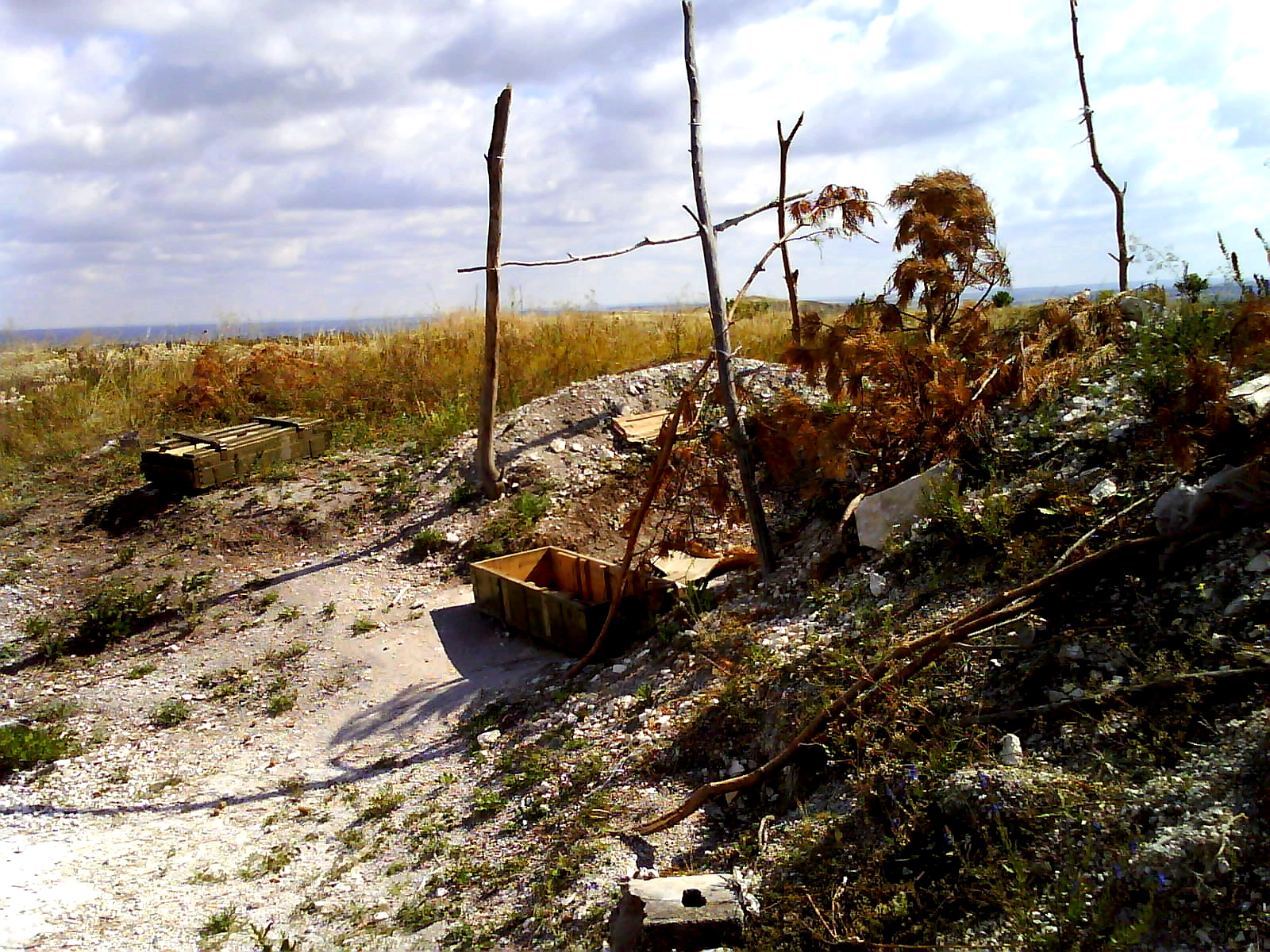
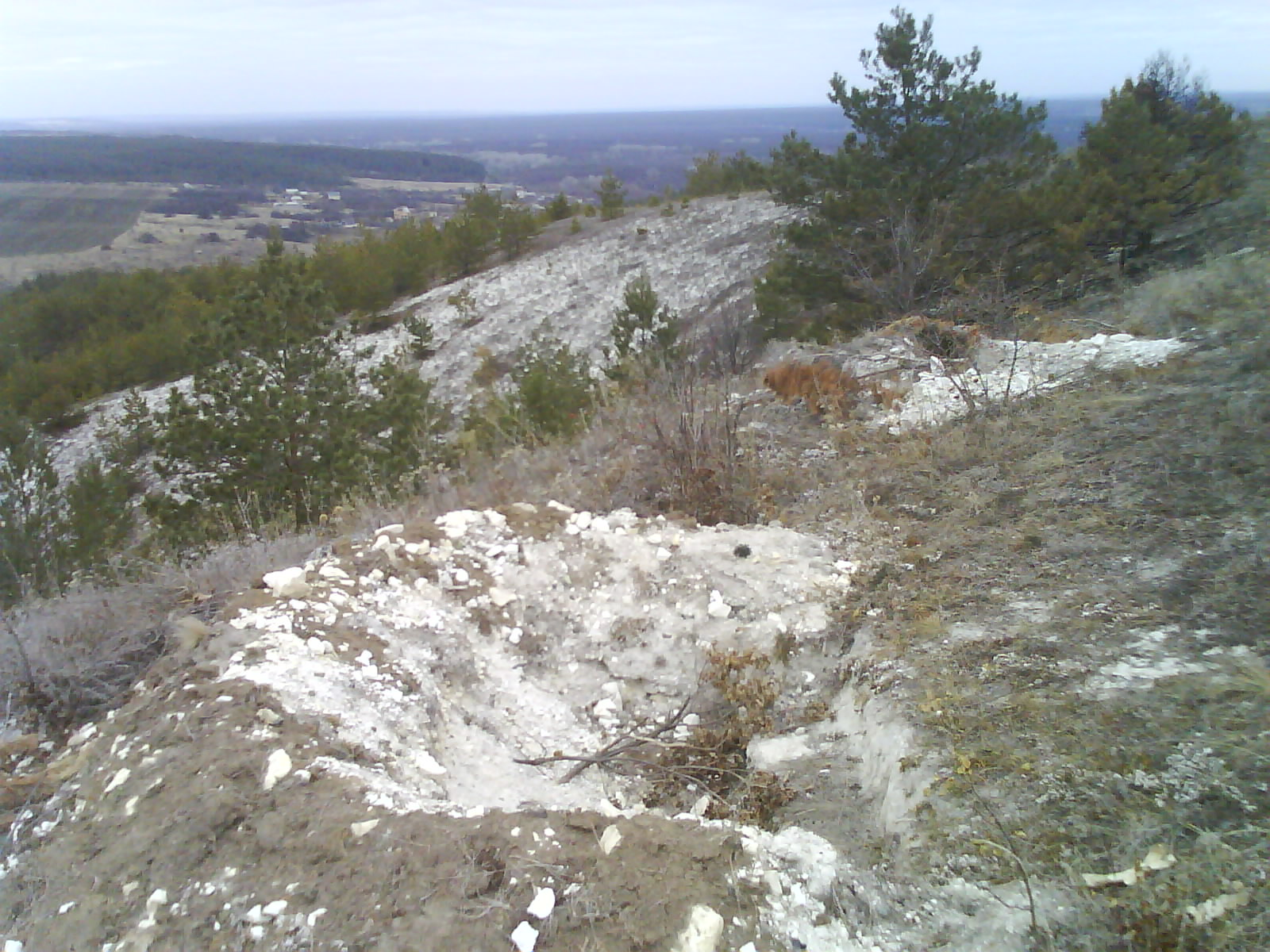
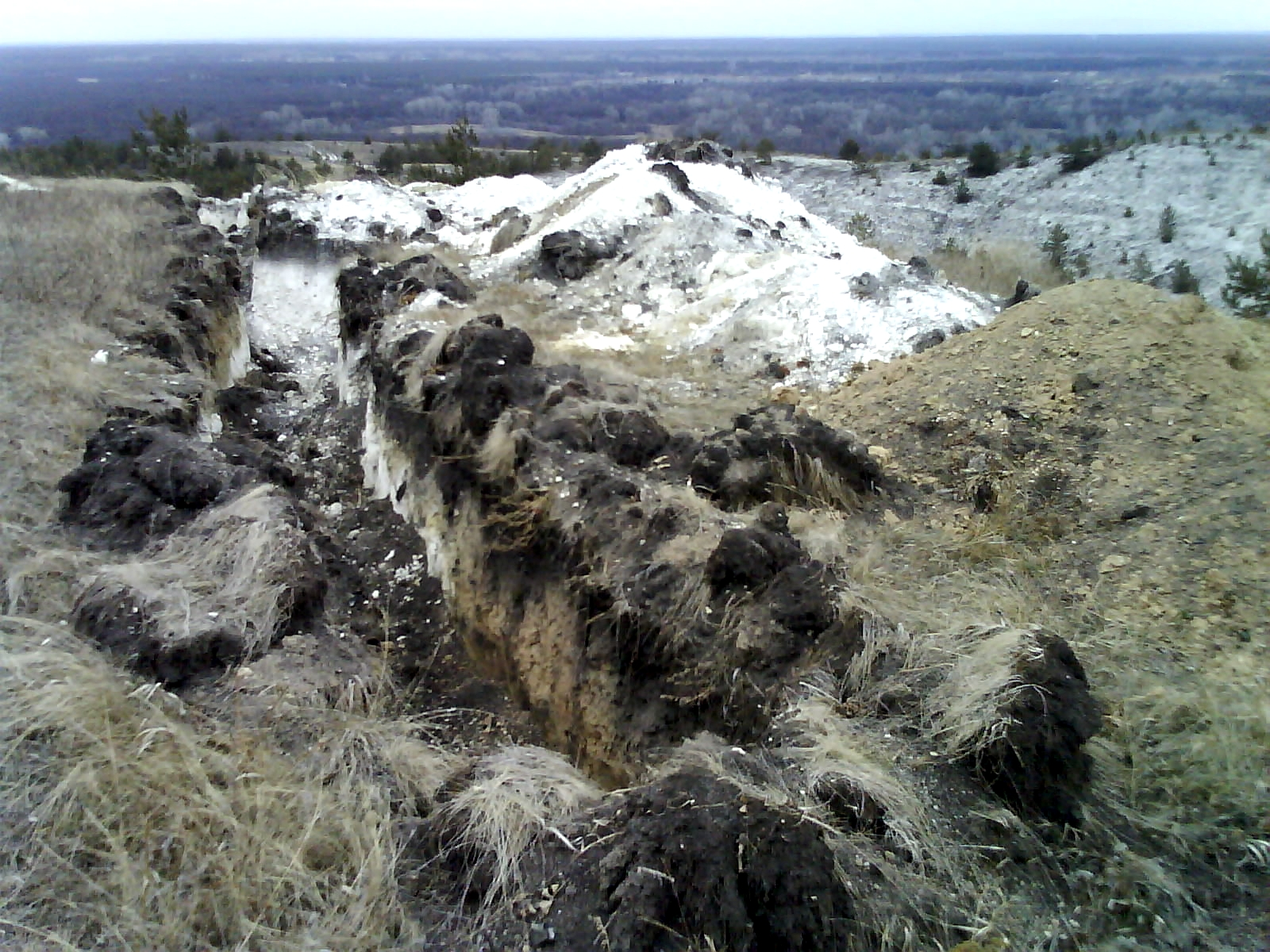
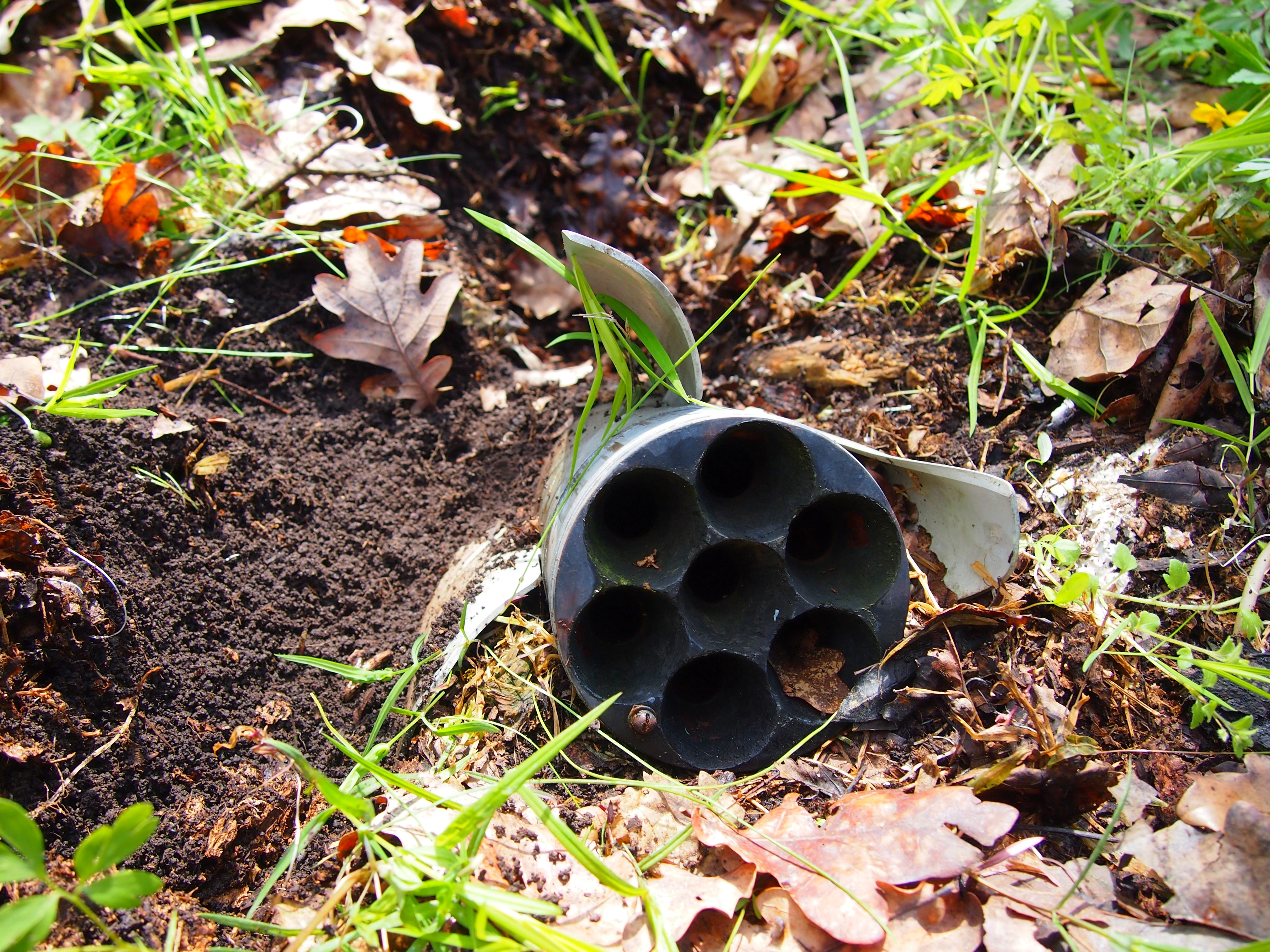
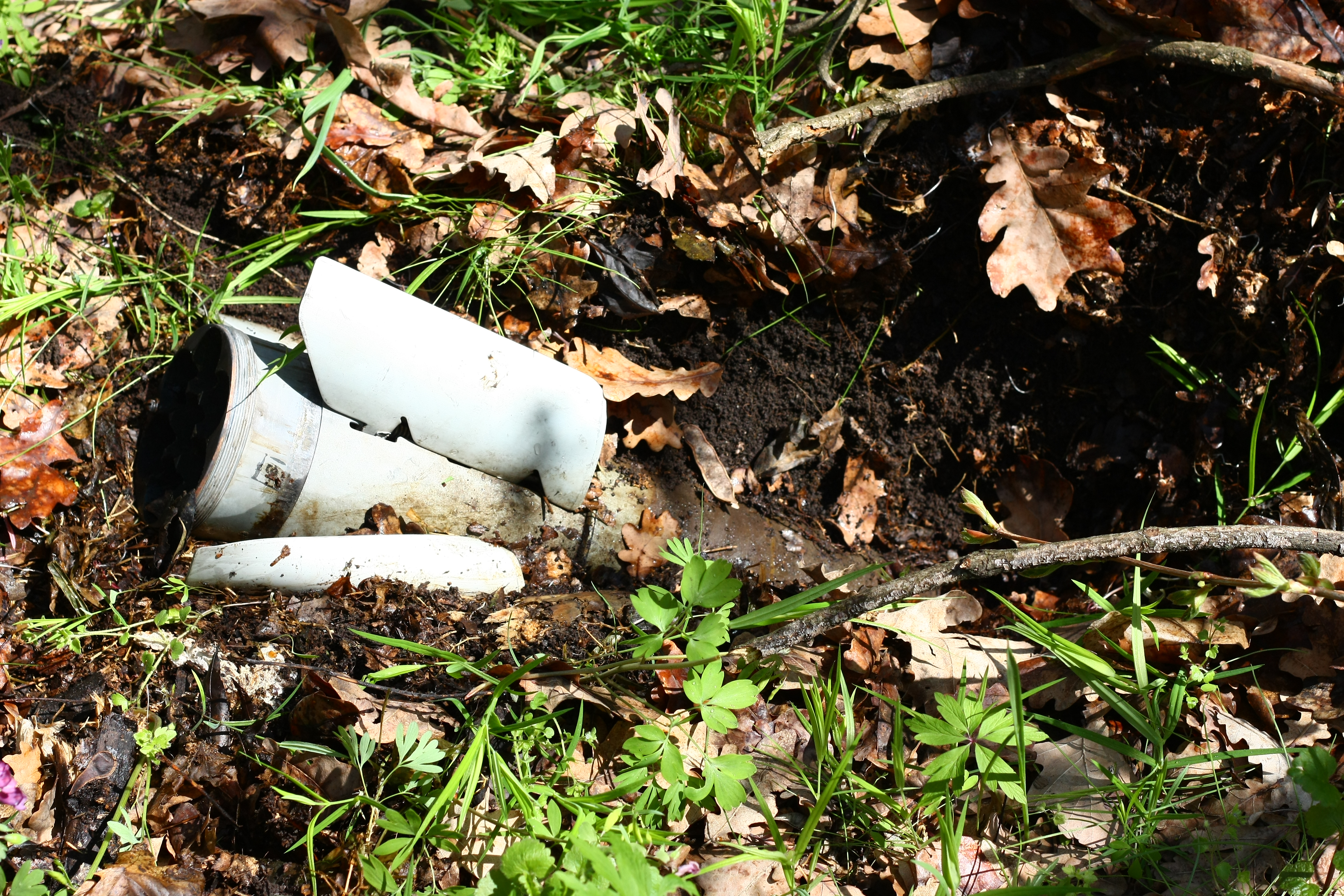
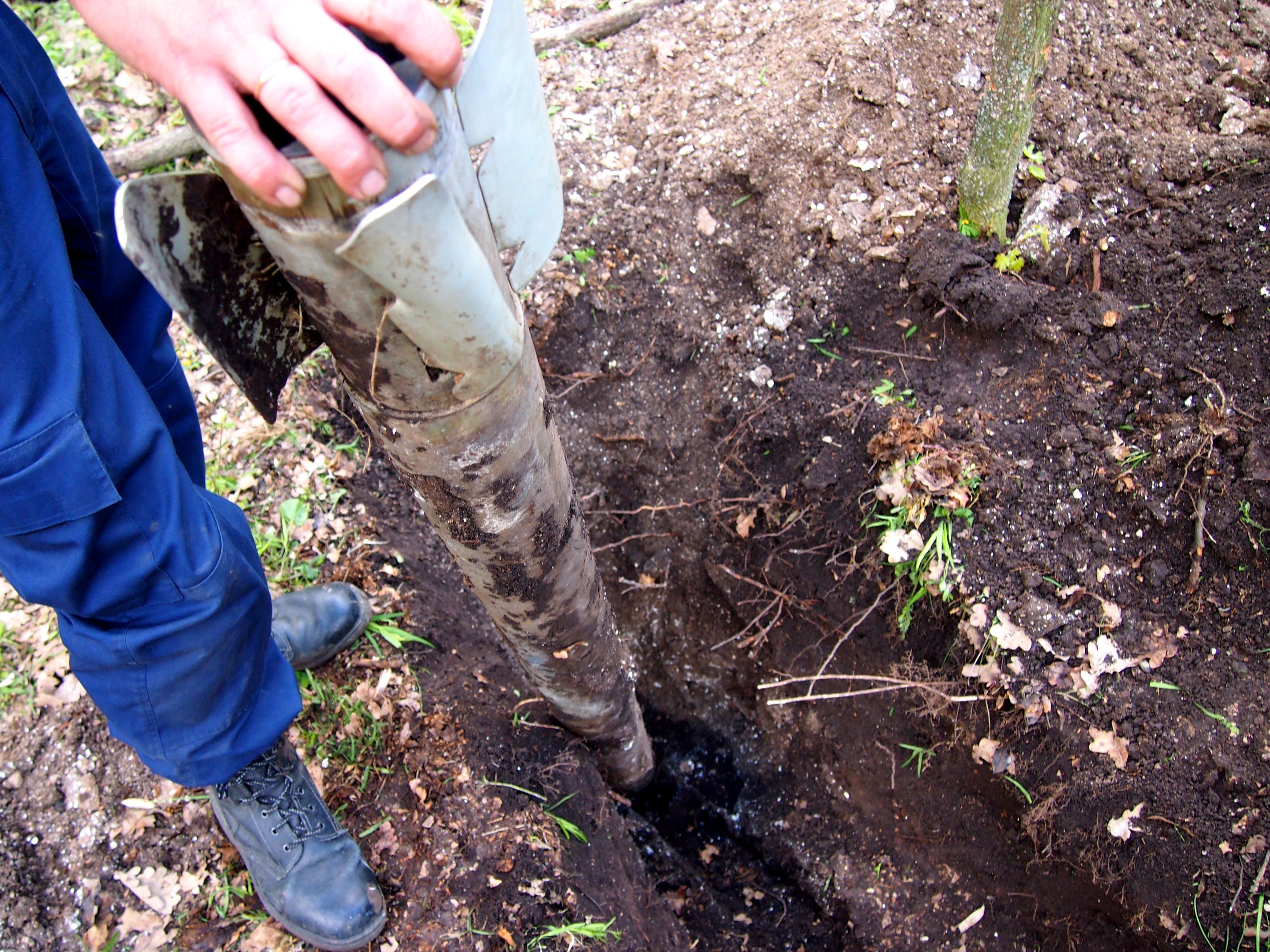